# Årsta partihallar

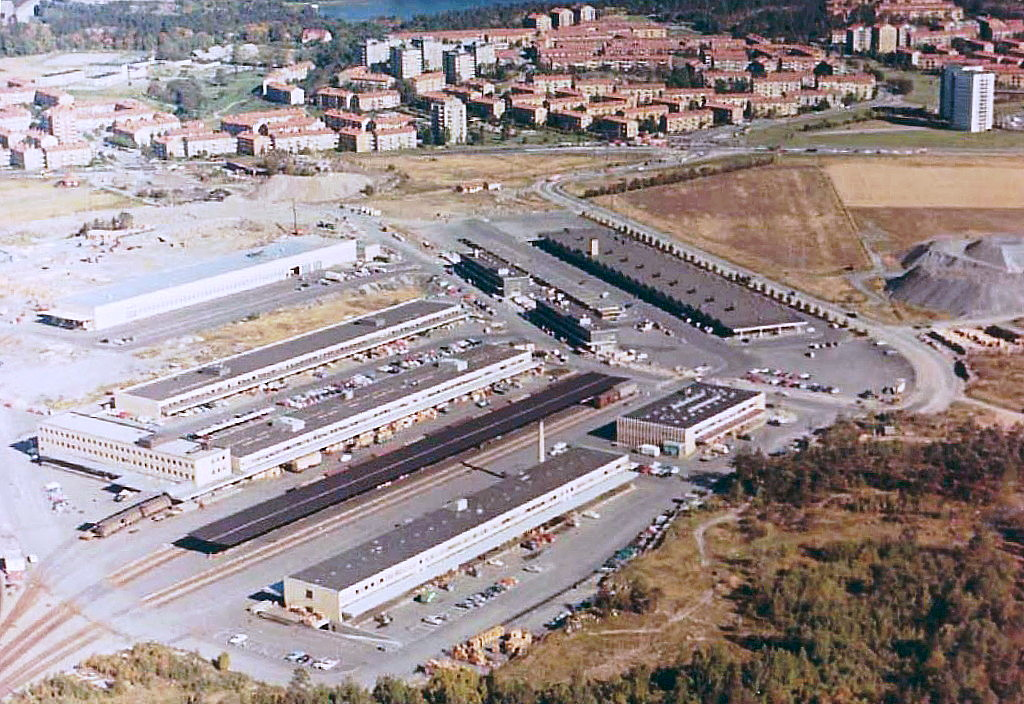
Årsta partihallar under byggnad 1967.

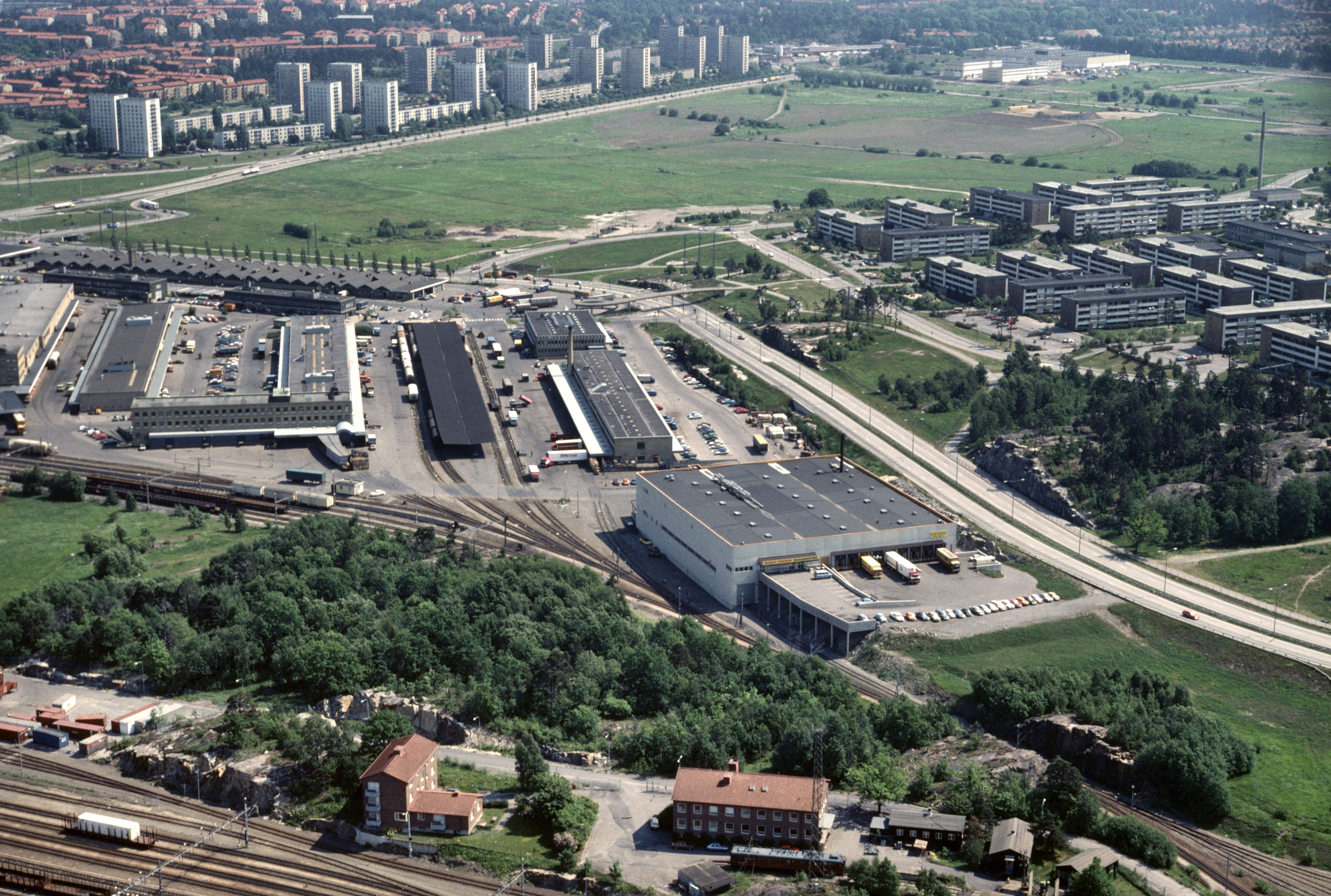
Årtsta partihallar 1980.

Årsta Partihallar är ett partihandelscentrum för främst frukt, grönsaker, fisk och blommor. Partihallarna ligger i Östberga, en stadsdel i Söderort inom Stockholms kommun. Årsta Partihandelscentral omfattar år 2007 drygt tjugo byggnader på en ca 300 000 m² stor markyta. Omkring 200 företag bedriver verksamhet inom Årsta partihallar. Tillsammans omsätter de ca 8,5 miljarder kr/år. Byggnaderna på partihallsområdet har inventerats av Stockholms stadsmuseum och utgör idag "mycket stora samhälls- och stadsplaneringshistoriska värden".

## Bakgrund
Fram till augusti 1962 fanns partihandeln för frukt, grönsaker och blommor i Klarahallsområdet mellan centralstationen och Klara sjö. Dessa anläggningar, som hade funnits där alltsedan 1910, hade blivit för trånga, varuhanteringen orationellt och en expansion på denna plats var ej möjligt. 1952 tillsattes en partihandelskommitté som fem år senare hade bestämt sig för en utflyttning av verksamheten till Östberga. Platsen var väl vald, här fanns tillgång till järnväg och den blivande Årstalänken. Under 1957 lade arkitekt Åke Ahlström på stadsbyggnadskontoret fram ett förslag till stadsplan för ett nytt partihandelsområde i Östberga, markytan kom att uppgå till ca 197 000 m².

## Panorama

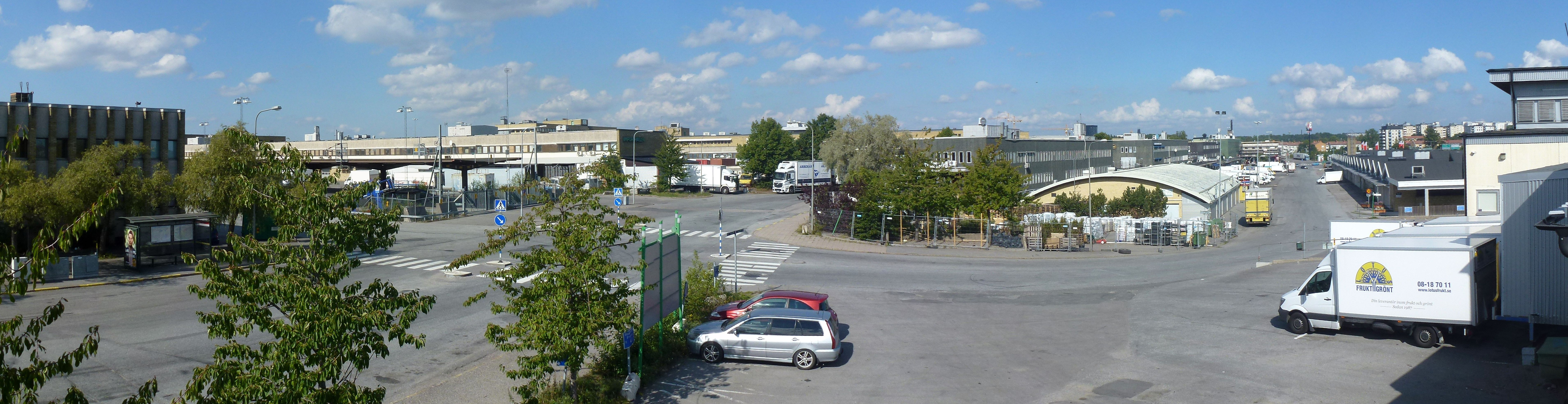
Panorama över Årsta partihallar med vy mot norr i september 2014.

## Allmänt
Studieresor hade företagits till bland annat Hamburg, Dortmund, Frankfurt am Main, Amsterdam och Lyon. Arkeologiska utgrävningar som pågick under 11 månader 1958-1959 försenade projektet. Under utgrävningarna hittades omkring 400 fornlämningar, bland annat en skålgropssten som numera är uppställd utanför Fiskhallen 2.
Mellan 1958 och 1962 började en omfattande planering och byggverksamhet av området, som fick en enhetlig arkitektur med likartade volymer, fasader av gult murtegel (delvis mönstermurat) respektive mörka betongelement och relativt låg hushöjd. Byggnadernas gemensamma grundvolymer och fasaduttryck finns fortfarande bevarade, liksom den enhetliga stadsplanen. När Årsta partihallar stod klara var de Skandinaviens största och Europas modernaste i sitt slag.

## Historiska bilder

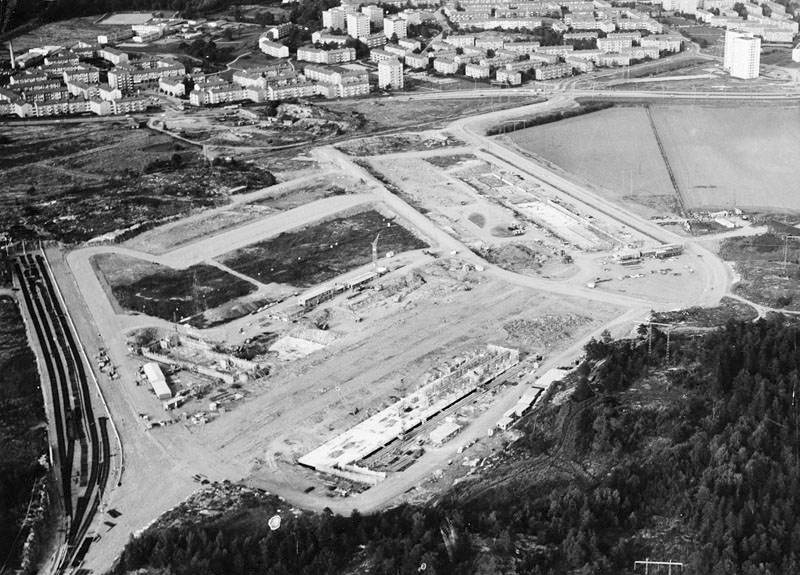
Partihallsområdet, 1961
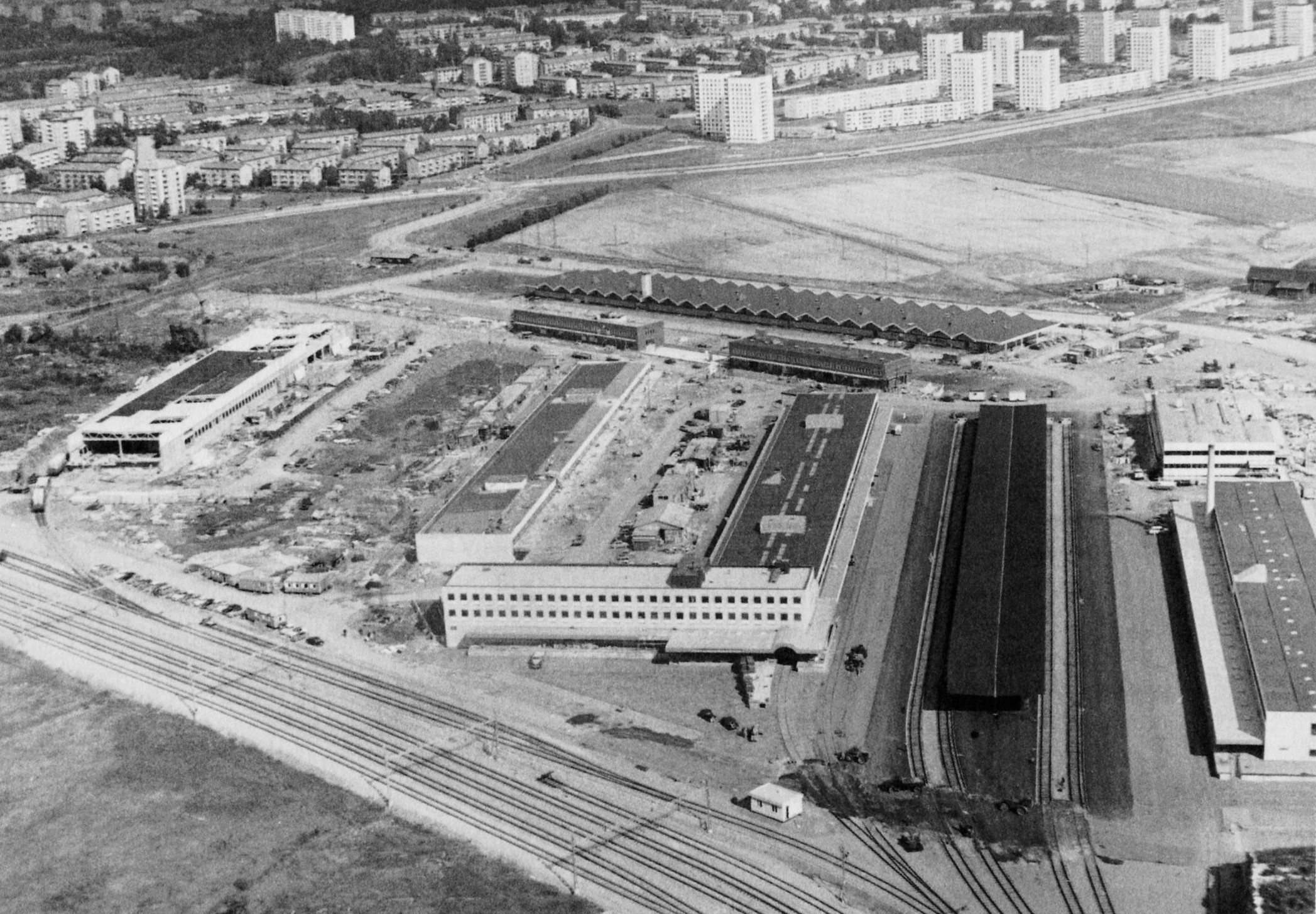
Partihallsområdet, sommaren 1962
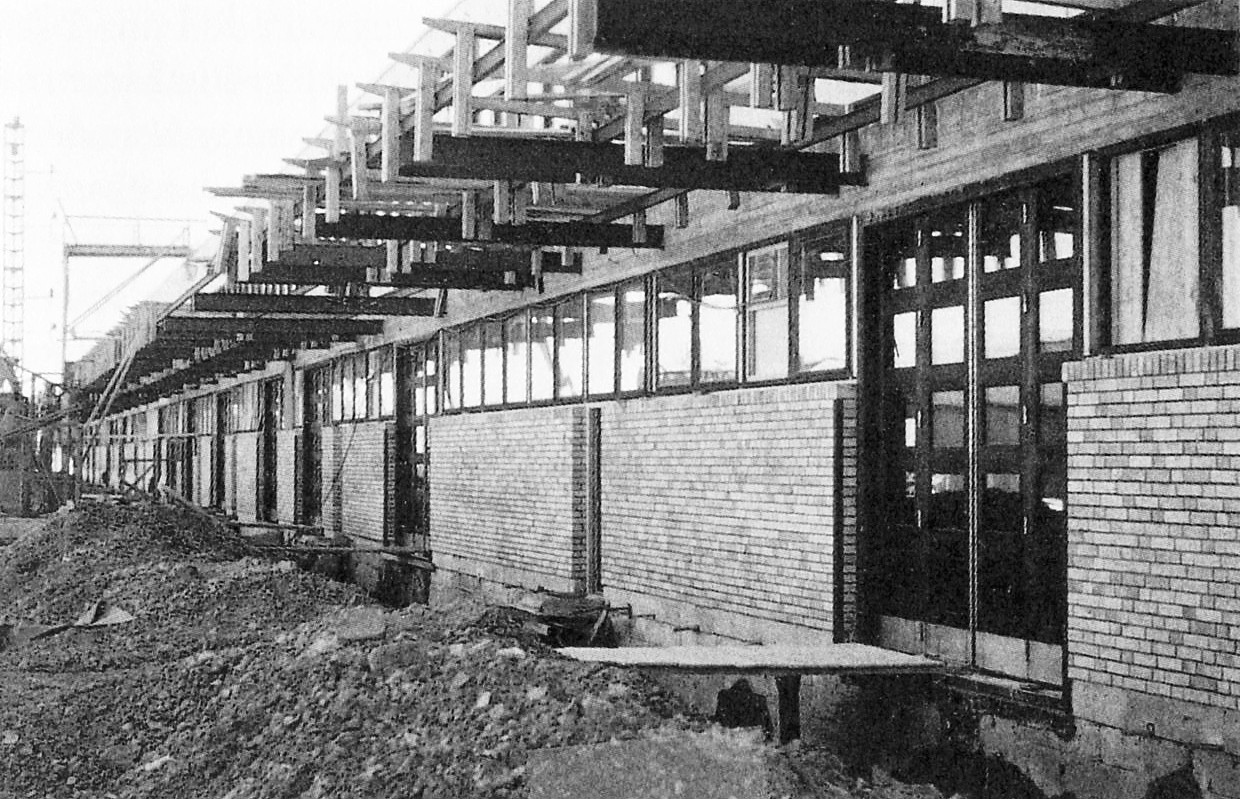
Byggarbeten för Importhallen, 1962
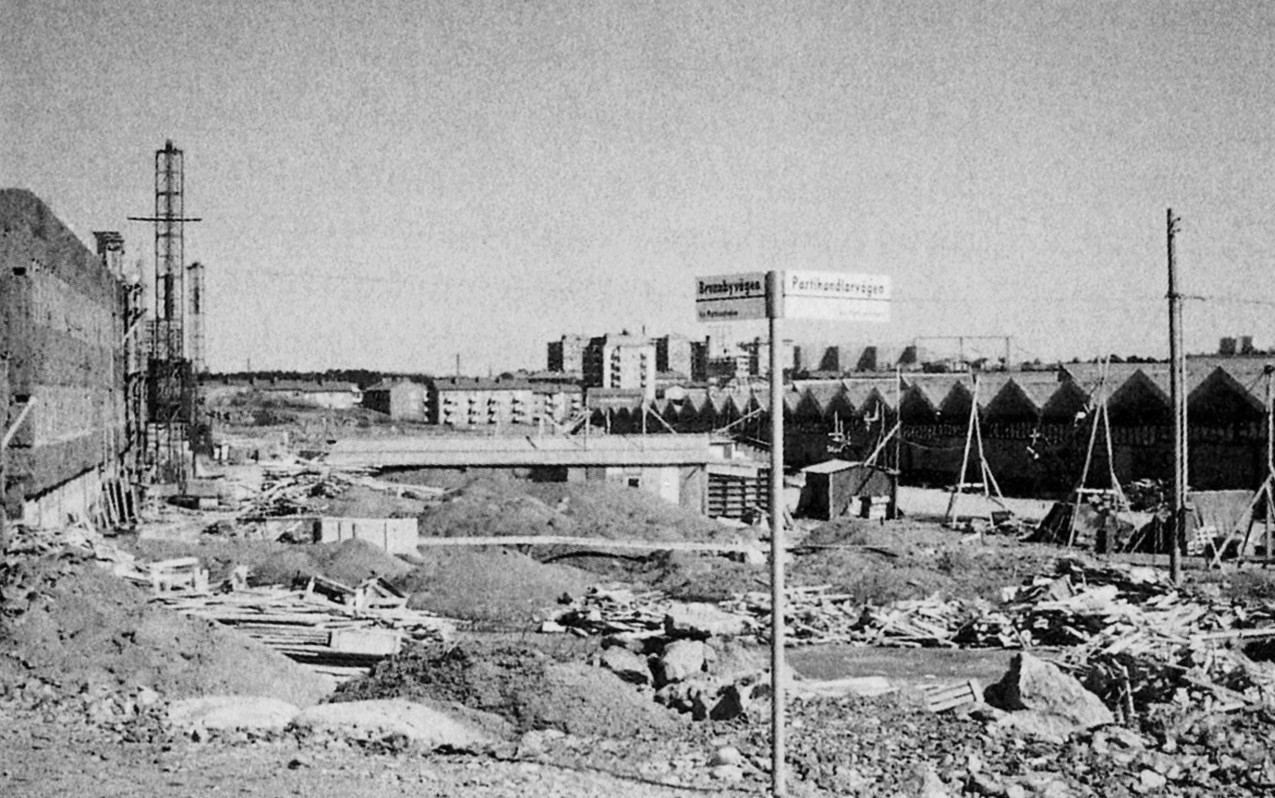
Byggarbeten längs Partihandlarvägen, 1962

## Uppbyggnadsskede

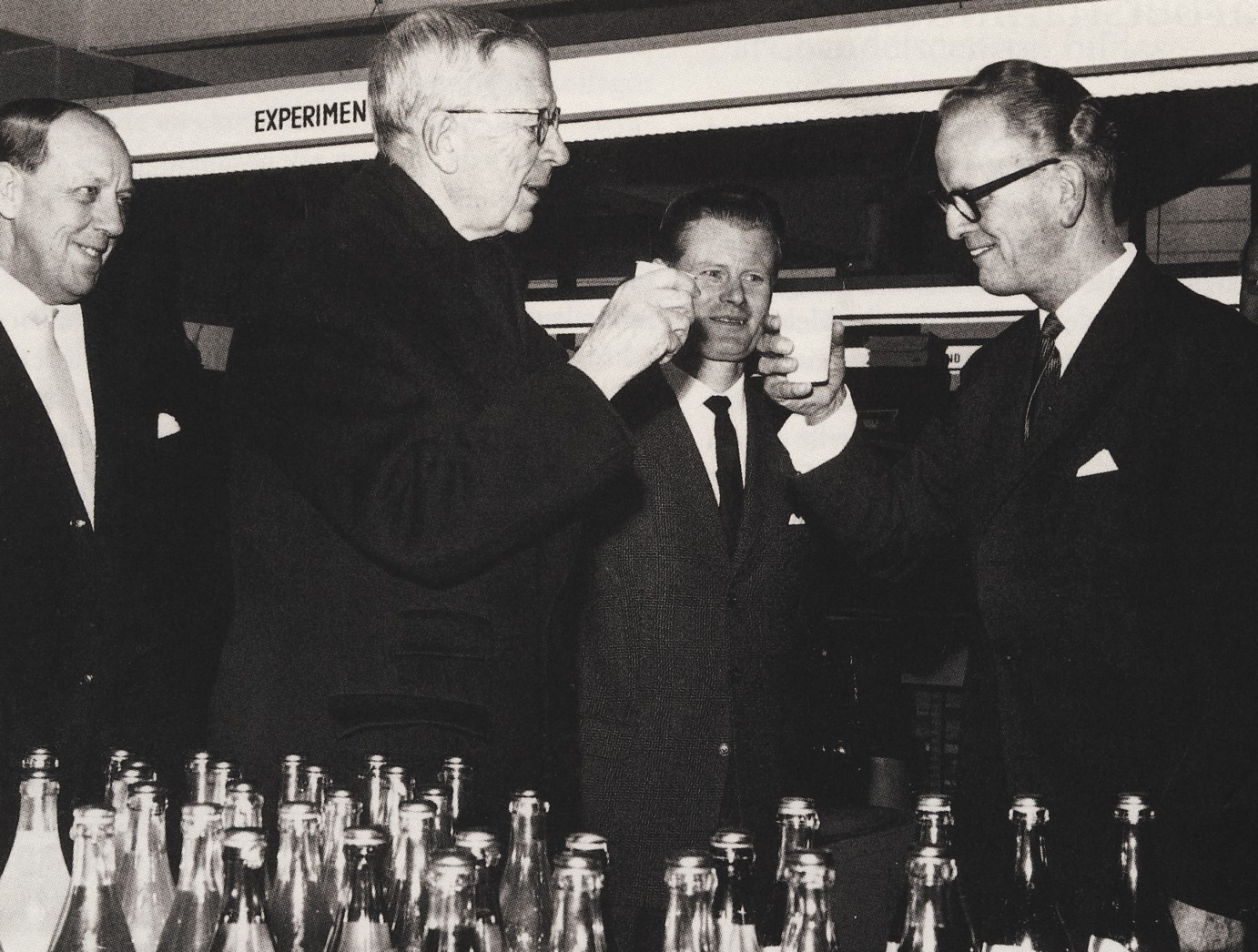
Kung Gustav VI Adolf vid invigningen den 18 november 1962

Den 18 november 1962 invigdes Årsta Partihandelscentral av kung Gustaf VI Adolf, men redan till inflyttningen den 27 augusti 1962 stod följande anläggningar klara: 
- Trädgårdshallen med sitt karakteristiska sågtandade tak. Ritad av arkitekt Elmer Husman och först på plats. Här fick över 300 lokala producenter plats på 6 000 m².
- Tullhuset byggherre var Slakthus- och saluhallsstyrelsen, innehöll kontor för saluhallsstyrelsen, tullen, växtskyddsanstalten, partihallsservice och SJ, arkitekt Elmer Husman.
- Fiskhallen, byggherre var tolv fiskgrossister. Ritad av arkitekt Elmer Husman och konstruerad av Englunds projekteringsbyrå.
- Importhallen, byggherre var tolv fruktimportörer resp. fruktgrossister. I vinkelbyggnaden fanns Möller & Co AB. Ritad av arkitekt Elmer Husman och konstruerad av Englunds projekteringsbyrå.
- Partihallen, byggherre var tjugotre grossistföretag inom frukt och grönsaker. Ritad av Yngve Fredriksén på FJ-Konsult.
- Servicebyggnader (två av tre) längs Brunnbyvägen innehållande banker, post, livsmedelsaffär och restaurang samt kontor, arkitekt Kell Åström.
- SJ:s frilastspår bestående av en perrong med skärmtak och två spår.

## Utbyggnad av området

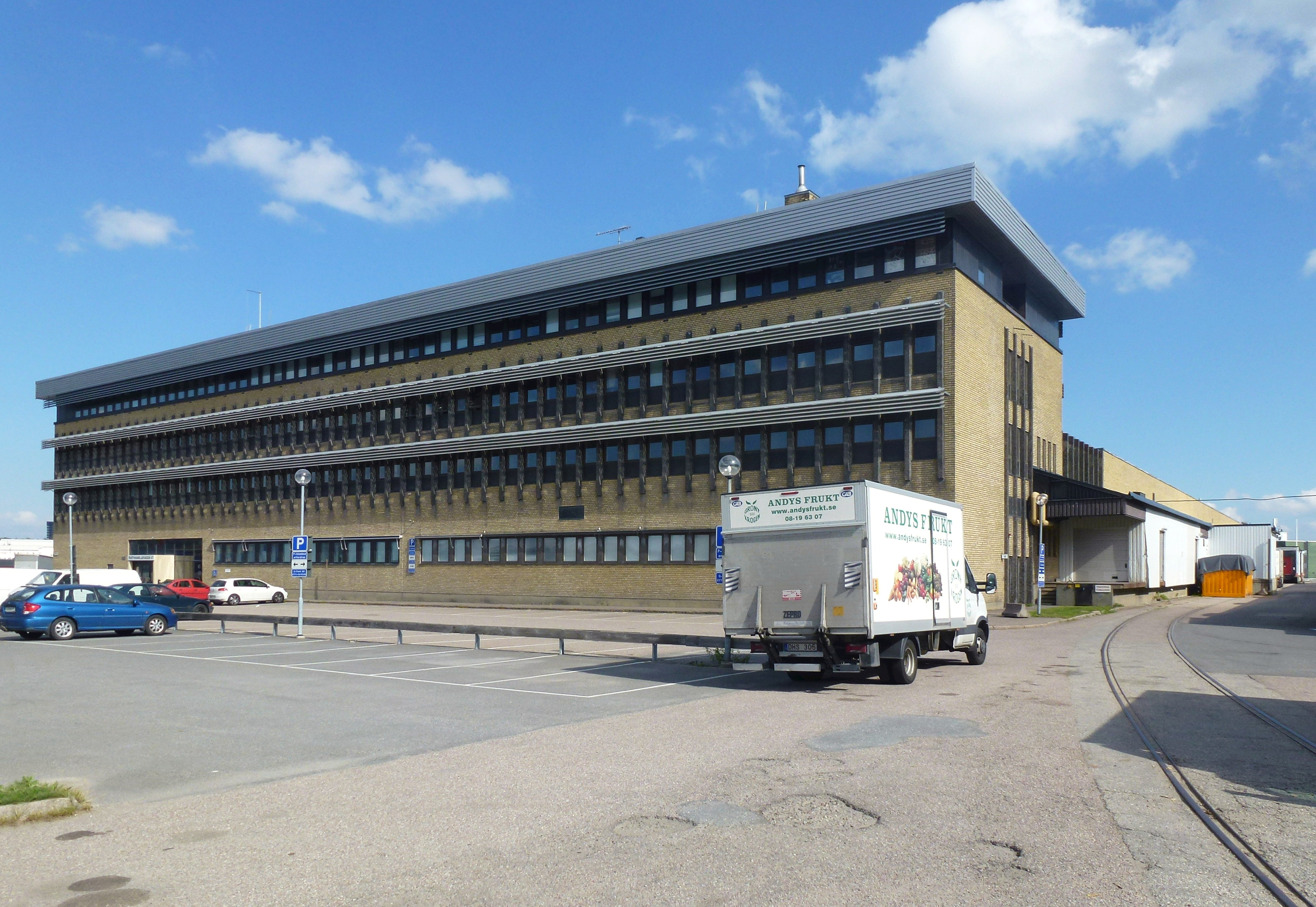
Frukthallen 3

Mellan 1963 och 1990 fortsatte utbyggnaden av området med följande byggnader:
- Frukthallen 1 för KF (1963), arkitekt KFAI.
- Servicebyggnaden- Particentralen 6 (tredje) vid Brunnbyvägen innehållande bland annat Götabanken (1968), arkitekt Yngve Fredriksén på FJ-Konsult.
- Frukthallen 3 för ICA-Essve (1963), arkitekt Elmer Husman.
- OK Bensinstation (1973)
- OK Motorhotell - Particentralen 8 (1974), arkitekt Sven Larsson.
- Kv. Panncentralen 1 för DAGAB Frukt&Grönt och Rudolf Persson (1978), på tomten som var avedd för en panncental, arkitekt Yngve Fredriksén på FJ-Konsult.
- Blomsterpaviljongen - Particentralen 5 (Particentralen 5) för Stockholms Blomstertjänst (1983), arkitekt Yngve Fredriksén på FJ-Konsult.
- Particentralen 1, 2 och 6 utbyggnad mot Marknadsvägen (1984), arkitekt Yngve Fredriksén på FJ-Konsult.
- Kv. Panncentralen 2 för New World International AB (1989), arkitekt Shigeru Nagao.
- Trädgårdshallen utbyggnad mot Marknadsvägen, ny lastning och lossning mot Åbyvägen (1989-90), arkitekt Holger Ellgaard på FJ-Konsult.

## Idag

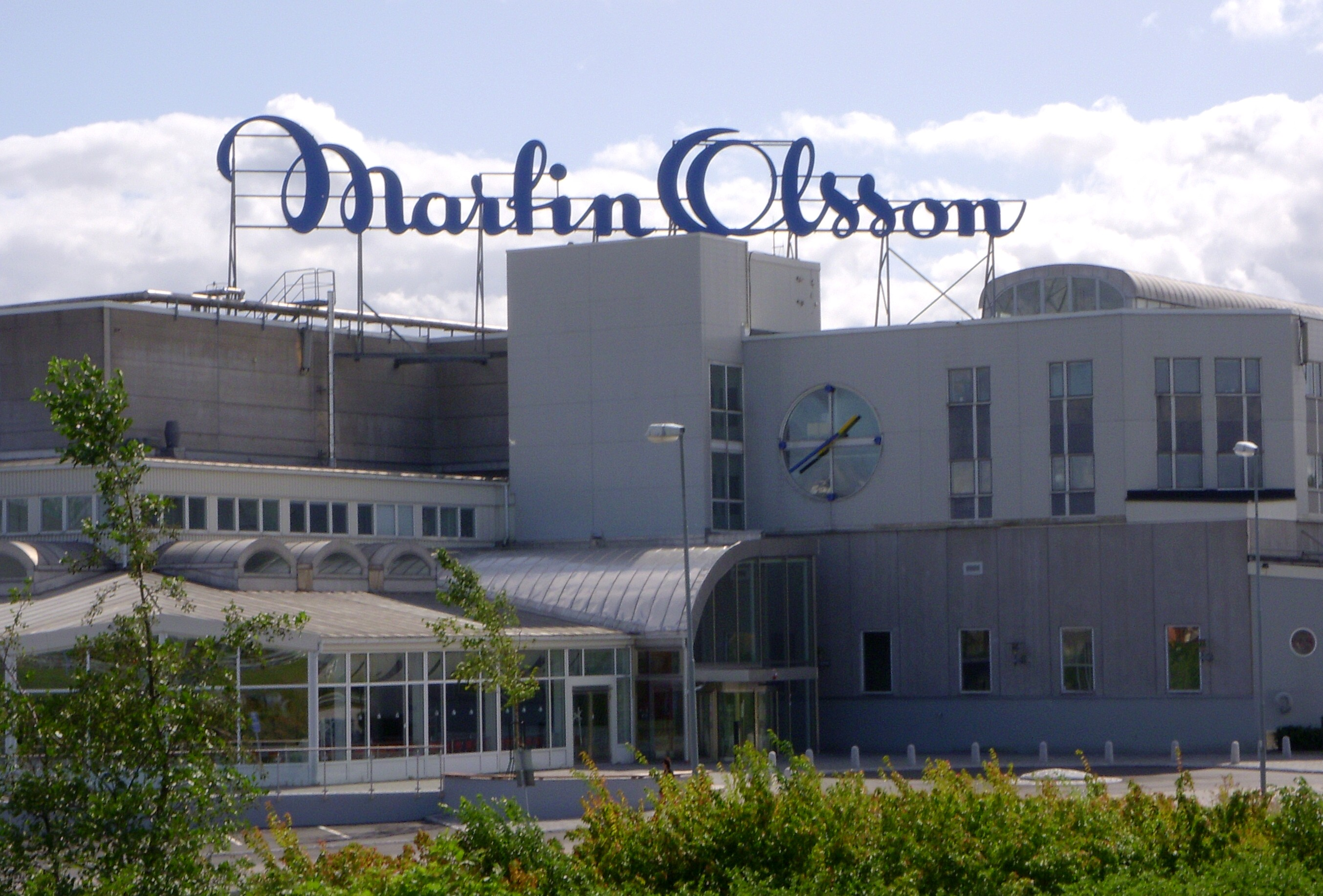
Postgården 2 (Martin Olsson), 2009.

Under trettio år hade Årsta Partihallar växt så det knakade. Området blev mer och mer ett allmänt livsmedelscentrum, "Stockholms skafferi".
På 1990-talet höjdes röster igen, att Årsta partihallar hade blivit för trångt och varuhanteringen för otidsenlig. Många saknade nu de så självklara väderskyddade in- och utlastningsmöjligheter med automatiska lastbryggor och vädertätningar.
En expansion på östra sidan av Åbyvägen började. Där etablerade sig ICA, Martin Olsson, Bröderna Hartwig och Swegro. Men mer av Årstafältet fick inte tas. Där skulle byggas kolonistugor och spelas golf istället. Trädgårdshallen valde att stanna kvar. Huset byggdes till och man moderniserade sin lastning och lossning, klart 1990. En planerad påbyggnad av huset genomfördes dock aldrig. 
Sedan 1990-talets början har det bara "lappats och lagats" i området, inga rejäla grepp har tagits trots att det inte saknas förslag. Idag (2007) ger Årsta Partihandelsområde i någon omfattning ett slitet och skräpigt intryck. Området är fortfarande attraktivt för aktörer inom verksamhetsområdet och ny produktgrupp är bl.a. orientaliska livsmedel. Inga andra planer finns än som fortsatt verksamhetsområde med inriktning livsmedel. Under 2005-2007 har ett flertal fastigheter försålts till institutionella ägare och bildat ett bestånd som sedan bytt ägare. Ett fåtal fastigheter ägs fortfarande av sina brukare som kooperativ, i den form som etablerades då området kom till.
I Stockholms Stads översiktsplan 2018 har tio företagsområden beslutats behållas som renodlade för näringsverksamhet. Årsta Partihallar är ett av dem, för livsmedelsanknuten logistik. Områdena skall utvecklas för att skapa mer företagande och arbetstillfällen. Staden måste enligt översiktsplanen vid planering i närheten ta särskild hänsyn till dessa områden, även inom en skyddszon runt dem, så att inte förutsättningarna för områdena påverkas negativt, med t.ex. bostadsexploatering för nära eller förändringar i trafiksystemet. Övriga företagsområden i staden blir blandstad, med service, bostäder och arbetsplatser mixade.
Industrifastigheten Postgården 1 (före detta distributionscentral för ICA) på östra sidan om Åbyvägen, revs 2019 och kommer att bebyggas med bostäder, inom ramen för Årstafältets exploatering.

## Bildgalleri, byggnader i urval

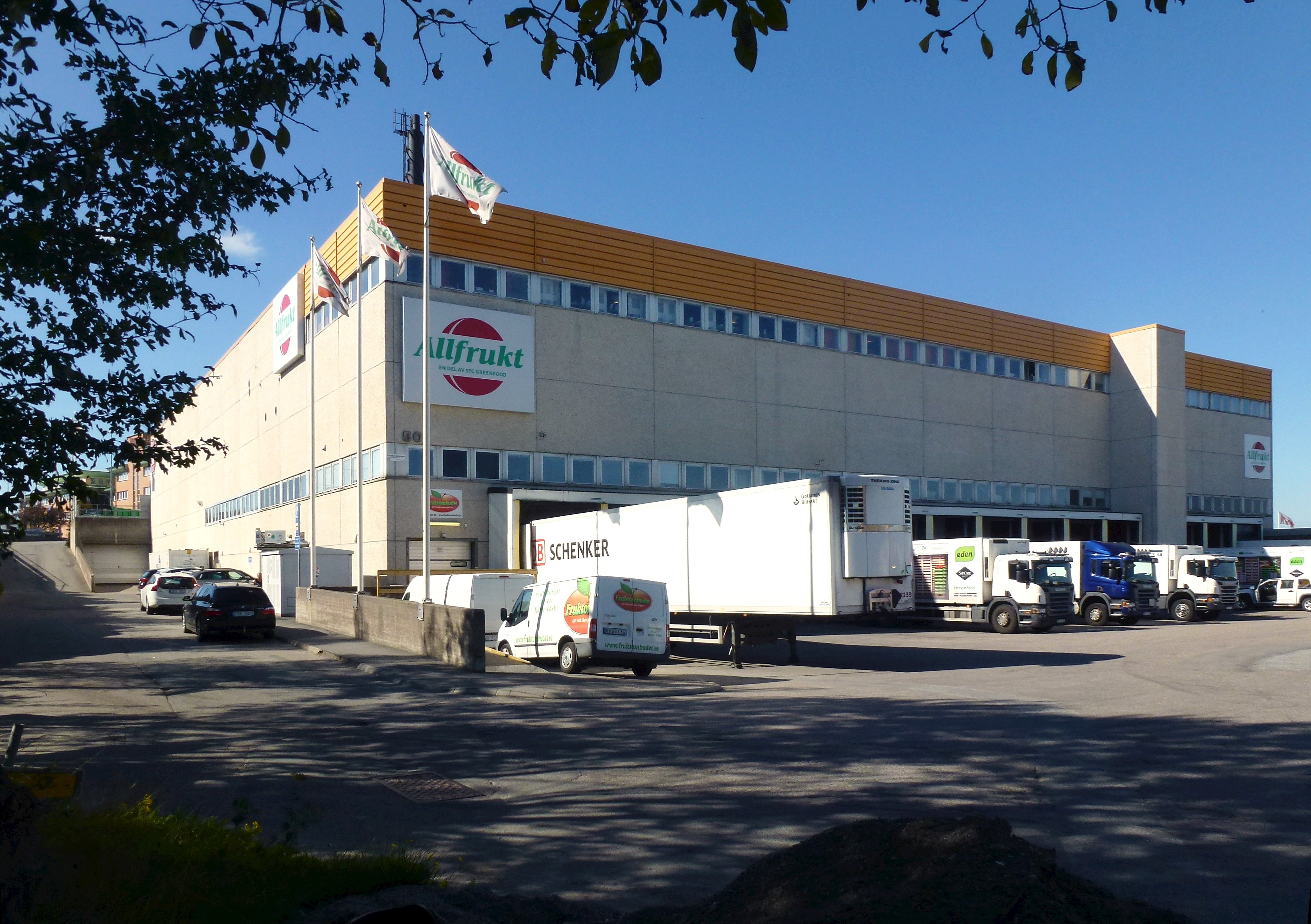
Panncentralen 1
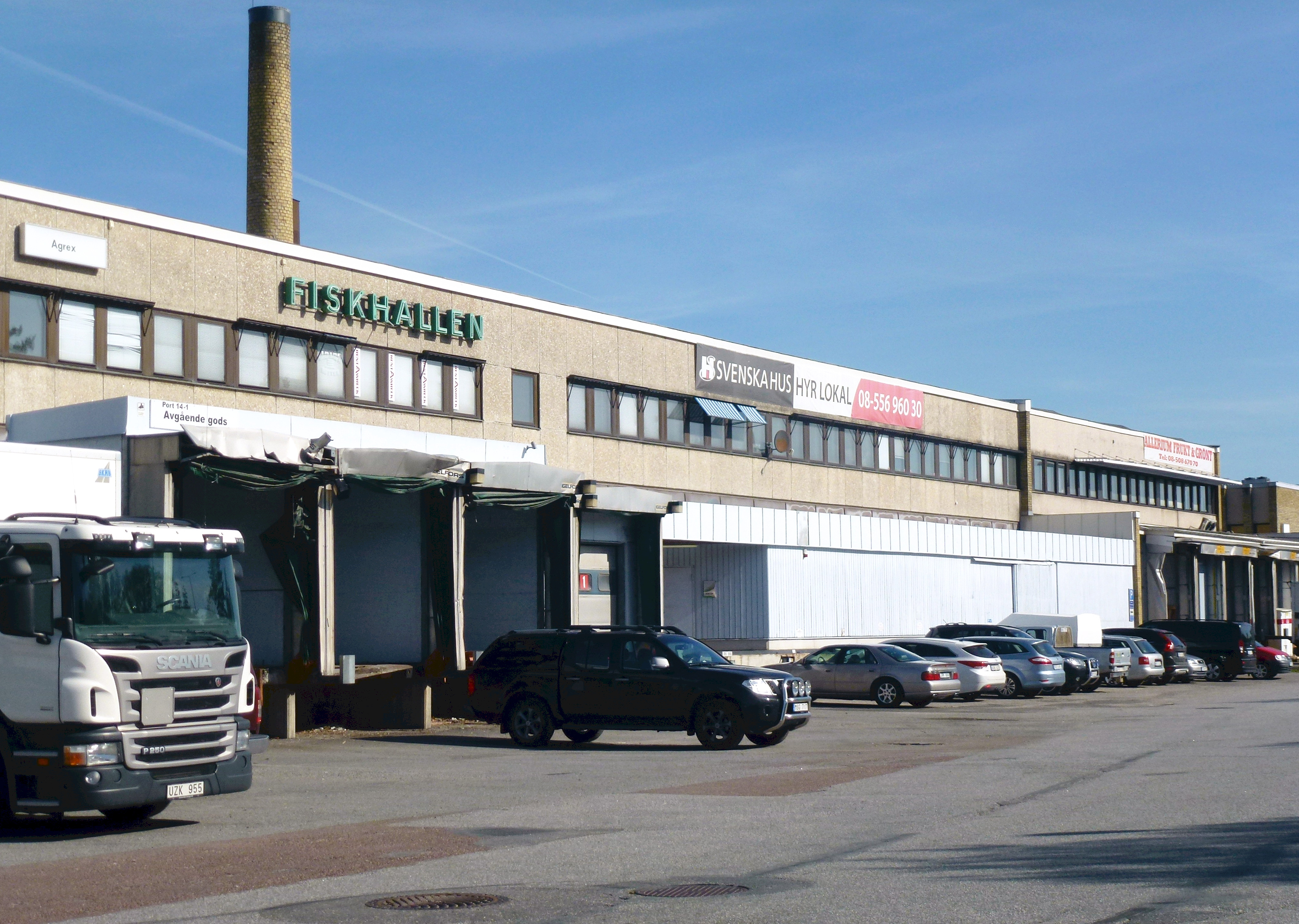
Fiskhallen 1
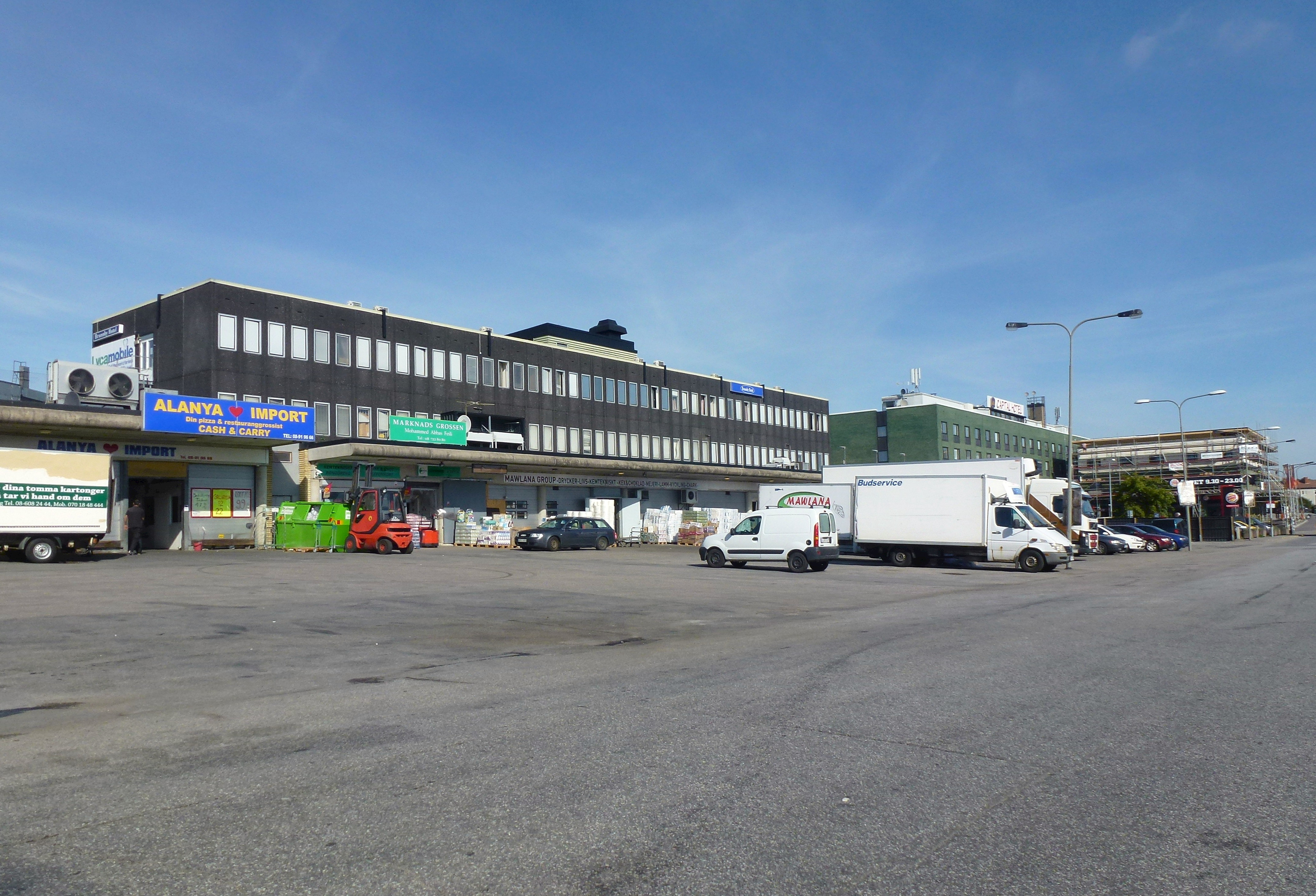
Partihallen 2 och 6
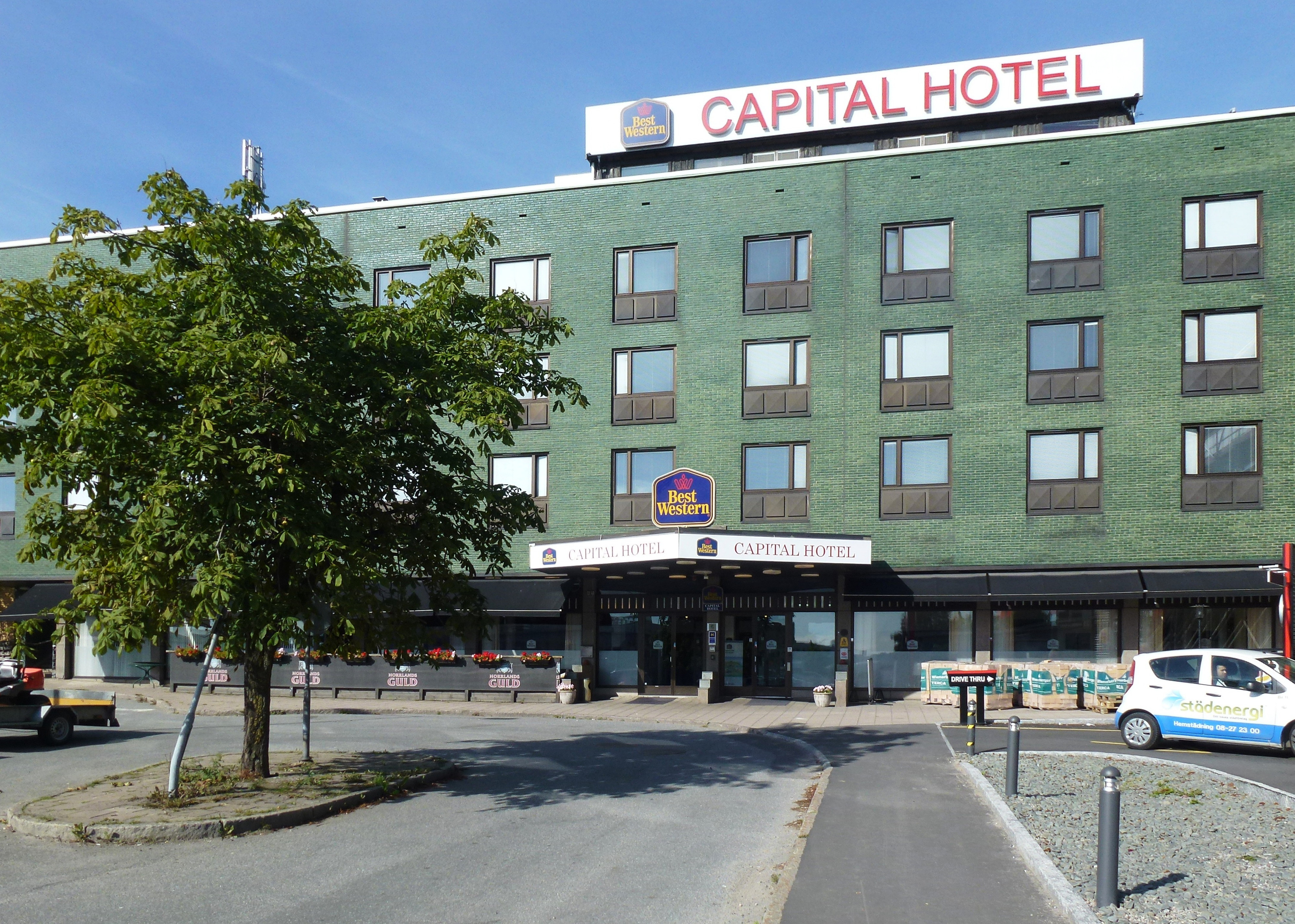
Capital Hotel (f.d. OK Motorhotell) Numera nedlagt.

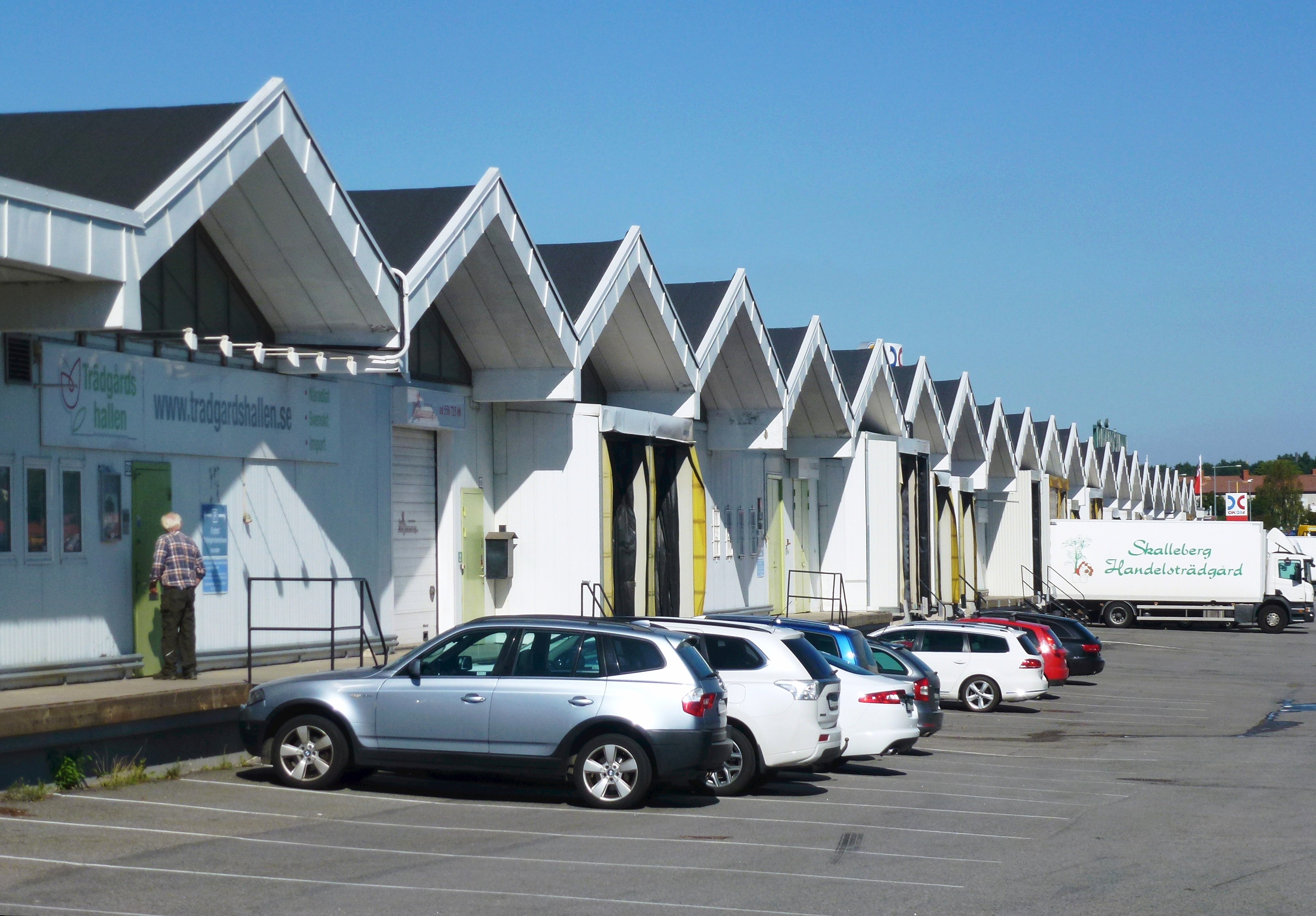
Producenten 1
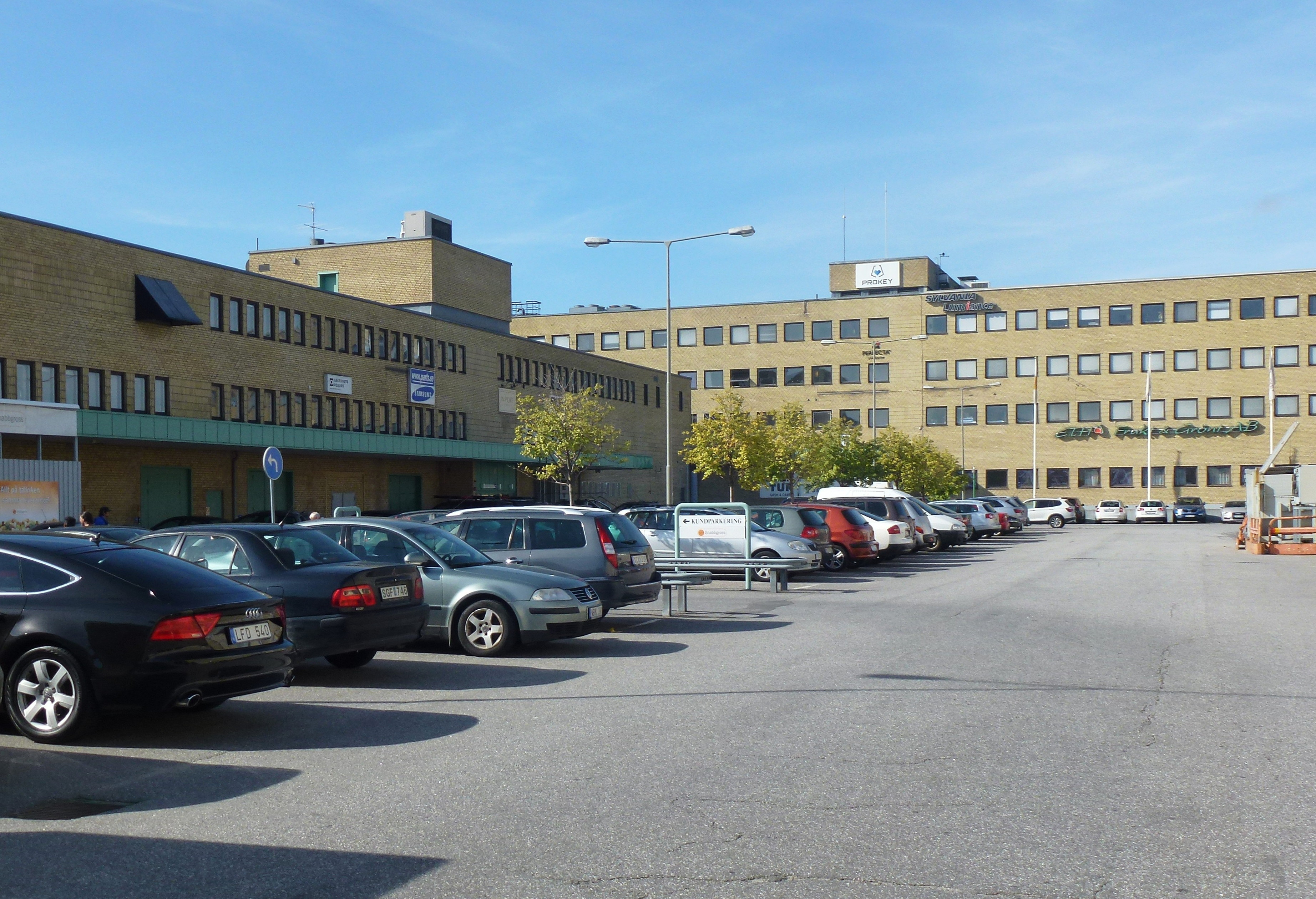
Partihallen 1
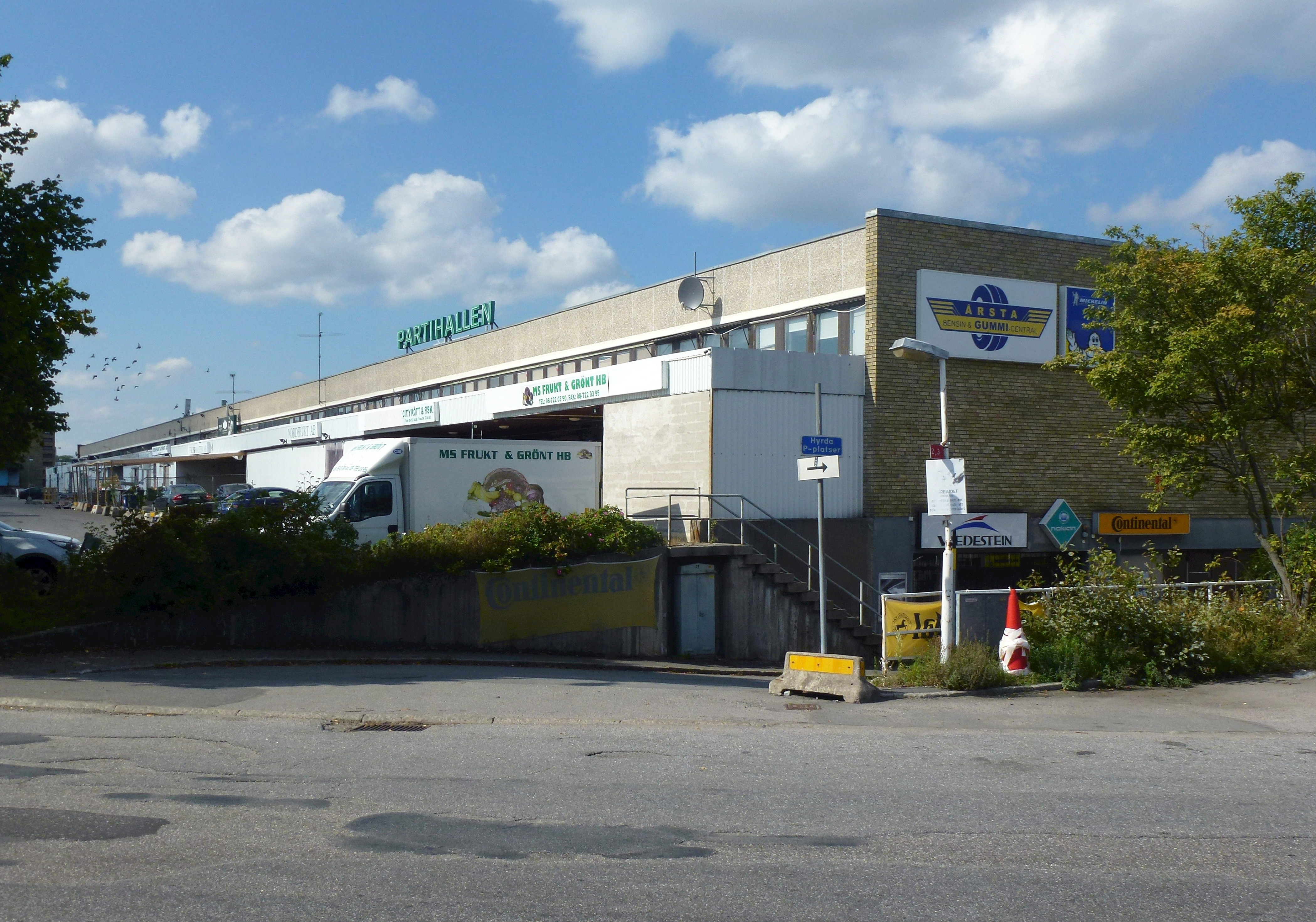
Partihallen 2
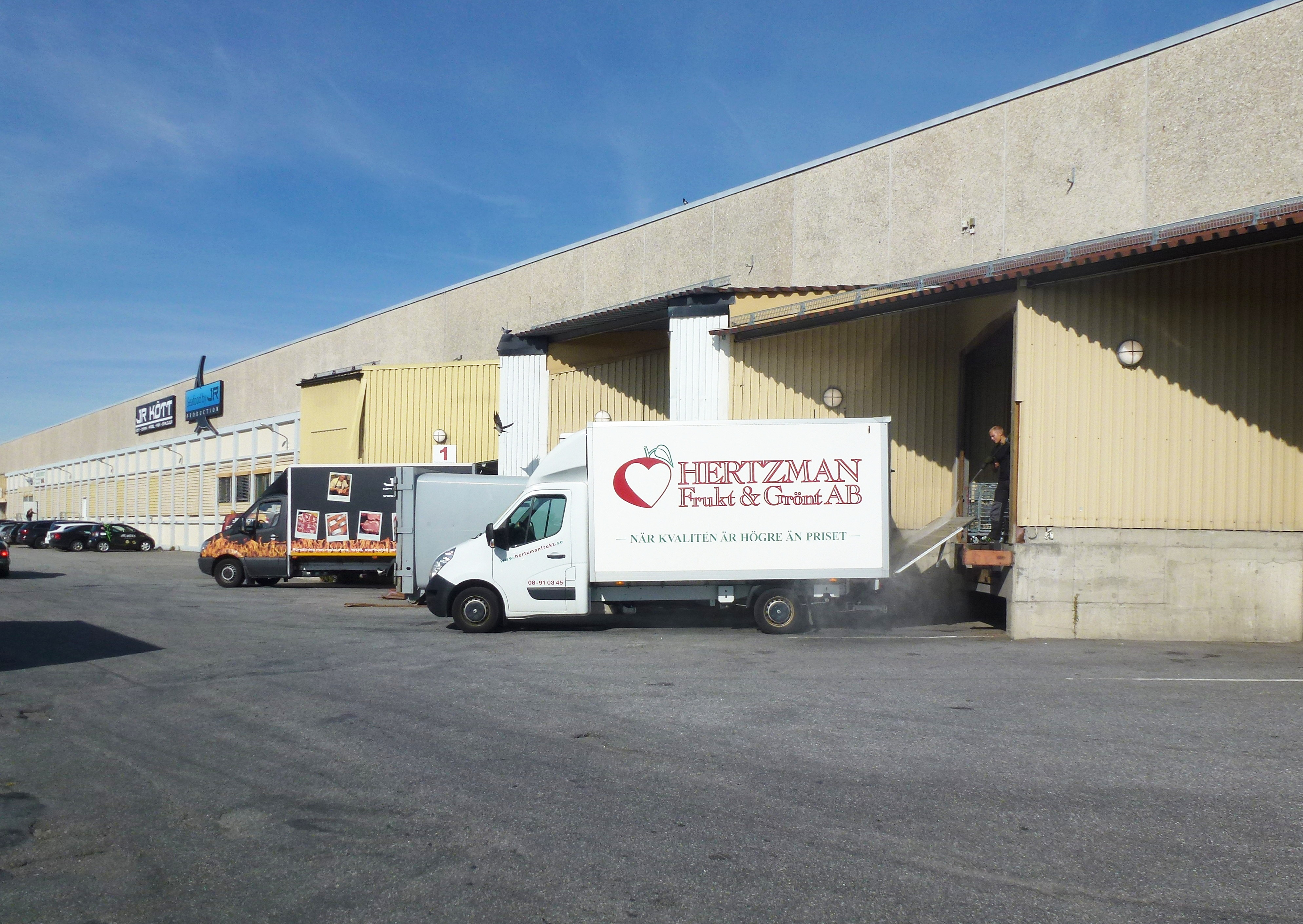
Frukthallen 1

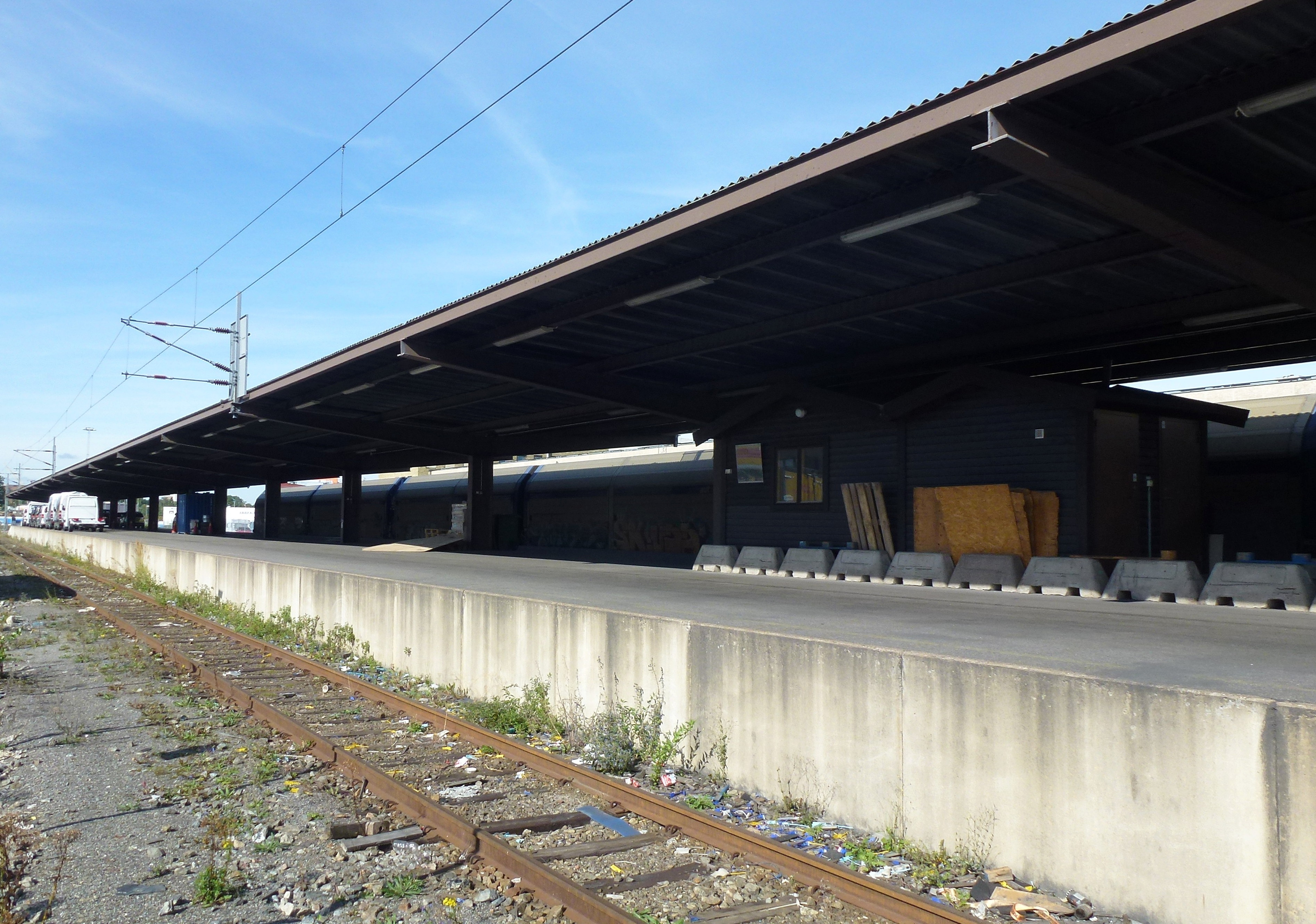
Frilastspåret (byggnad riven 2018)
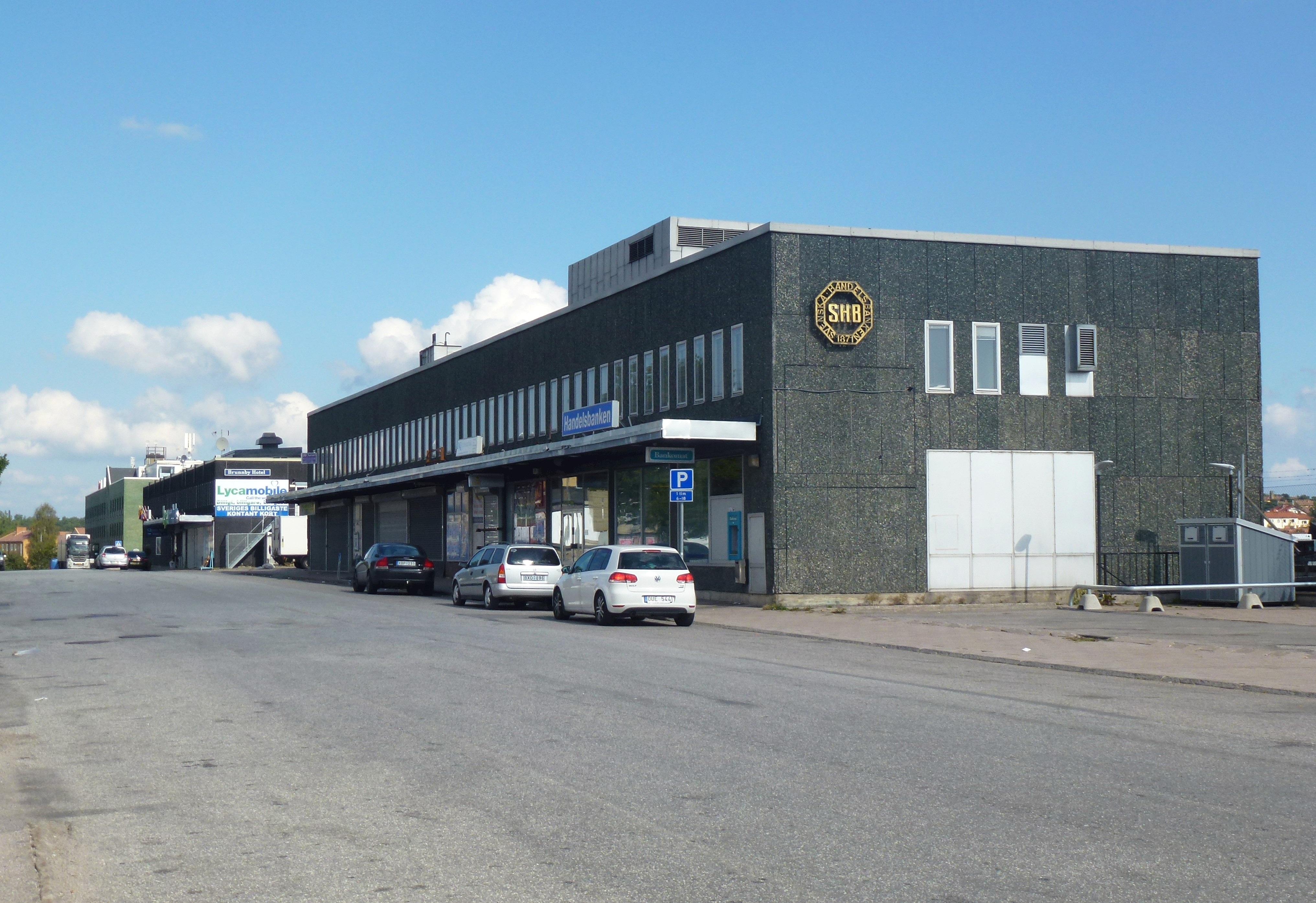
Particentralen 2 och 6
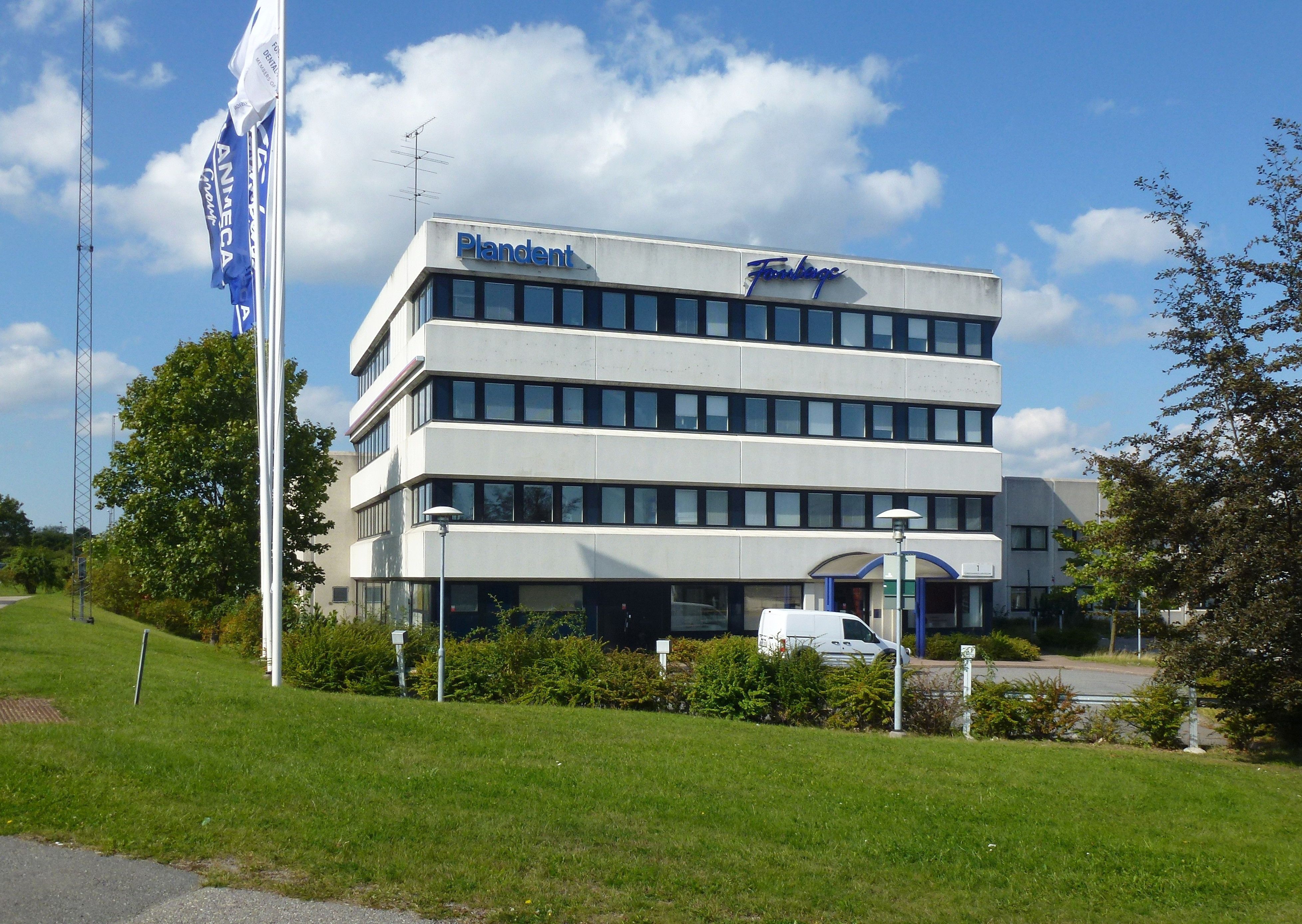
Postgården 4
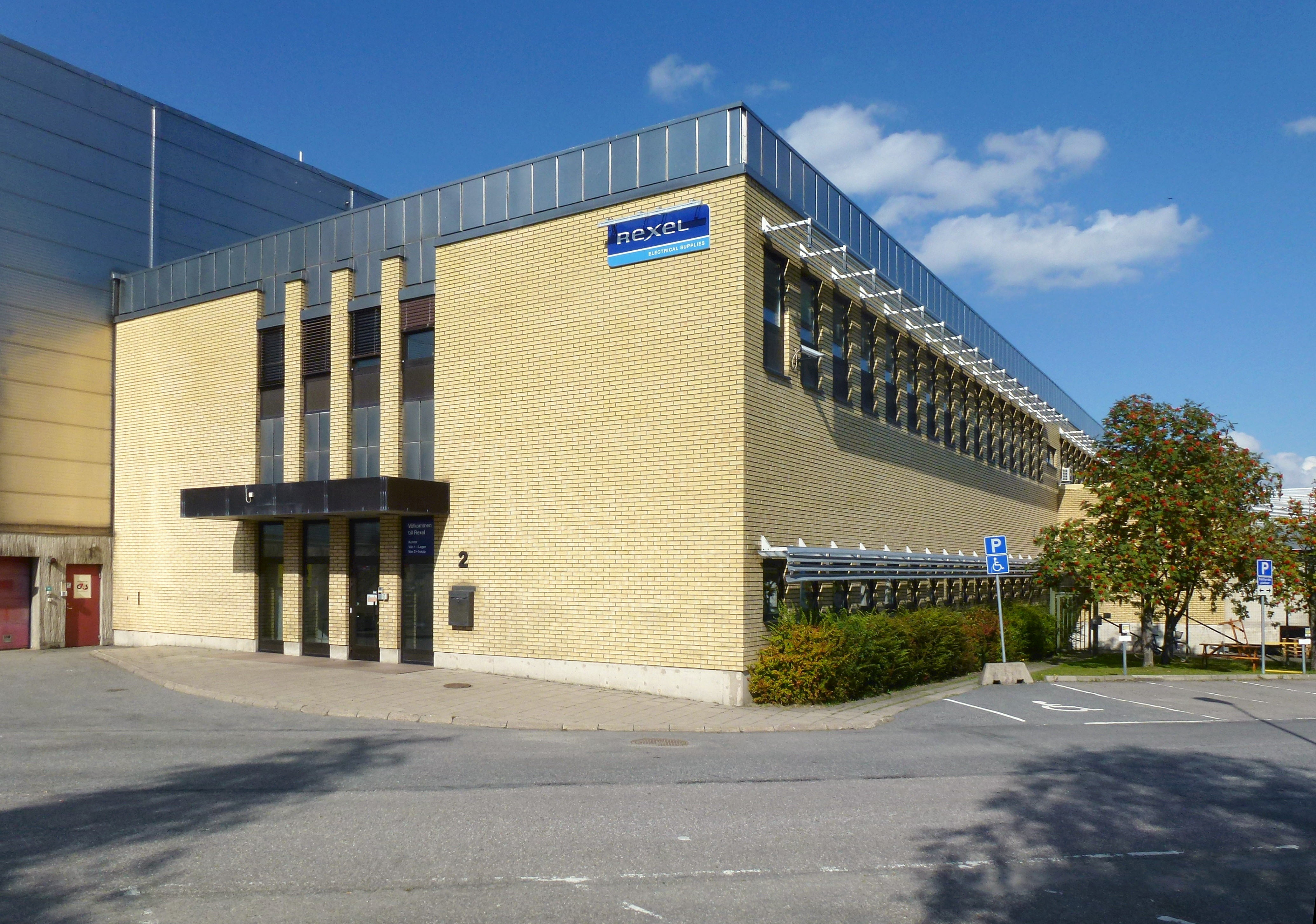
Postgården 1 (byggnad riven 2019)

## Service och förvaltning
- Flera förvaltningar , inom Stockholms stad,  förvaltar området och verkar för att stimulera och underlätta nyetableringar och expansion. Staden (Exploateringskontoret) upplåter mark genom tomträtt och arrenden. Staden (Trafikförvaltningen) svarar för gator och grönytor m.m. medan respektive fastighetsägare svarar för kvartersmark. Stadsdelsörvaltningen svarar för parkmark.
- Samarbetsnämnden för Årsta Partihallar är en ideell förening för fastighetsägare och företag verksamma i området. Föreningen samordnar gemensamma frågor och samverkar med stadens olika förvaltningar.

## Bildgalleri, verksamhet på området

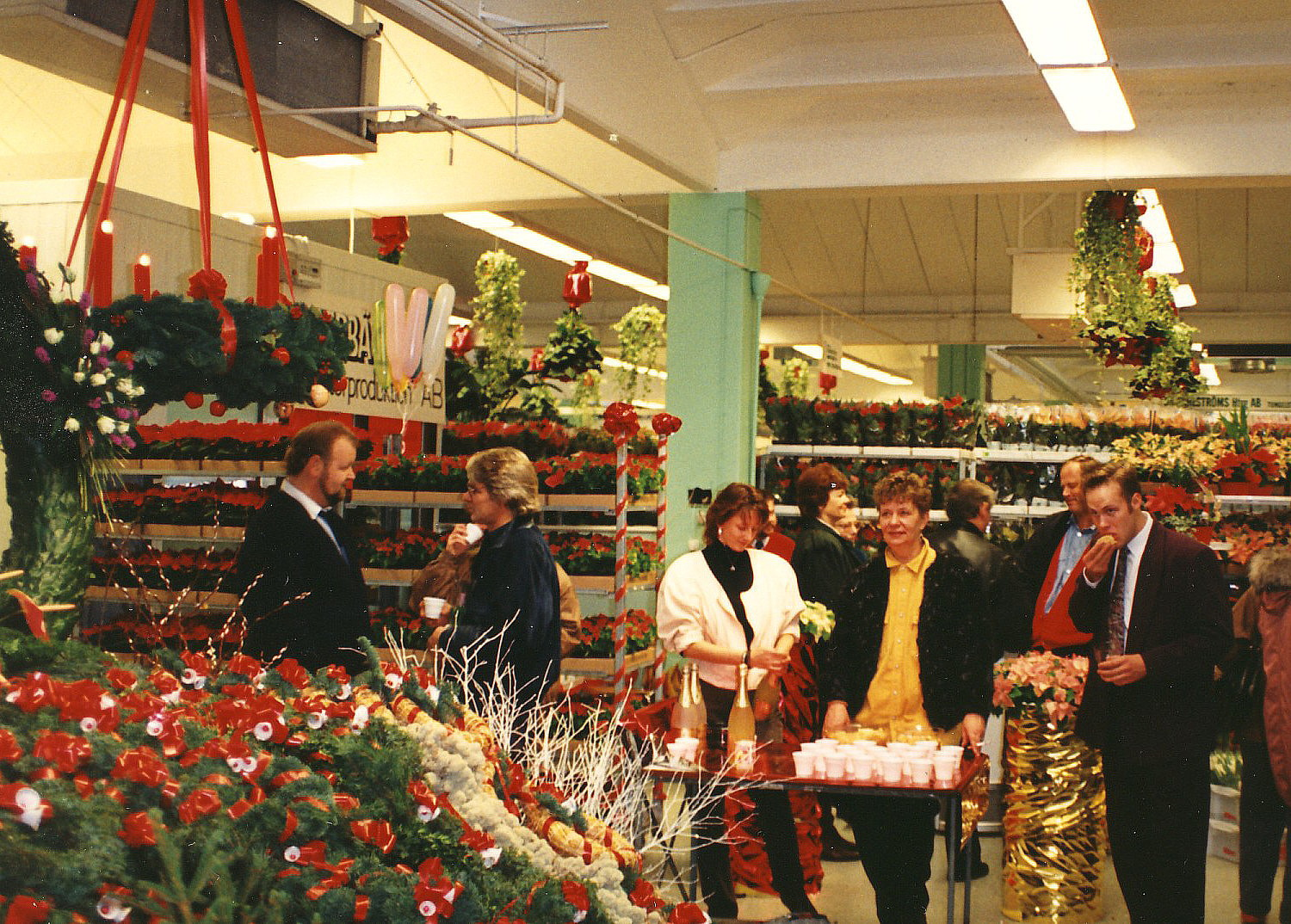
Trädgårdshallen, återinvigning 1990
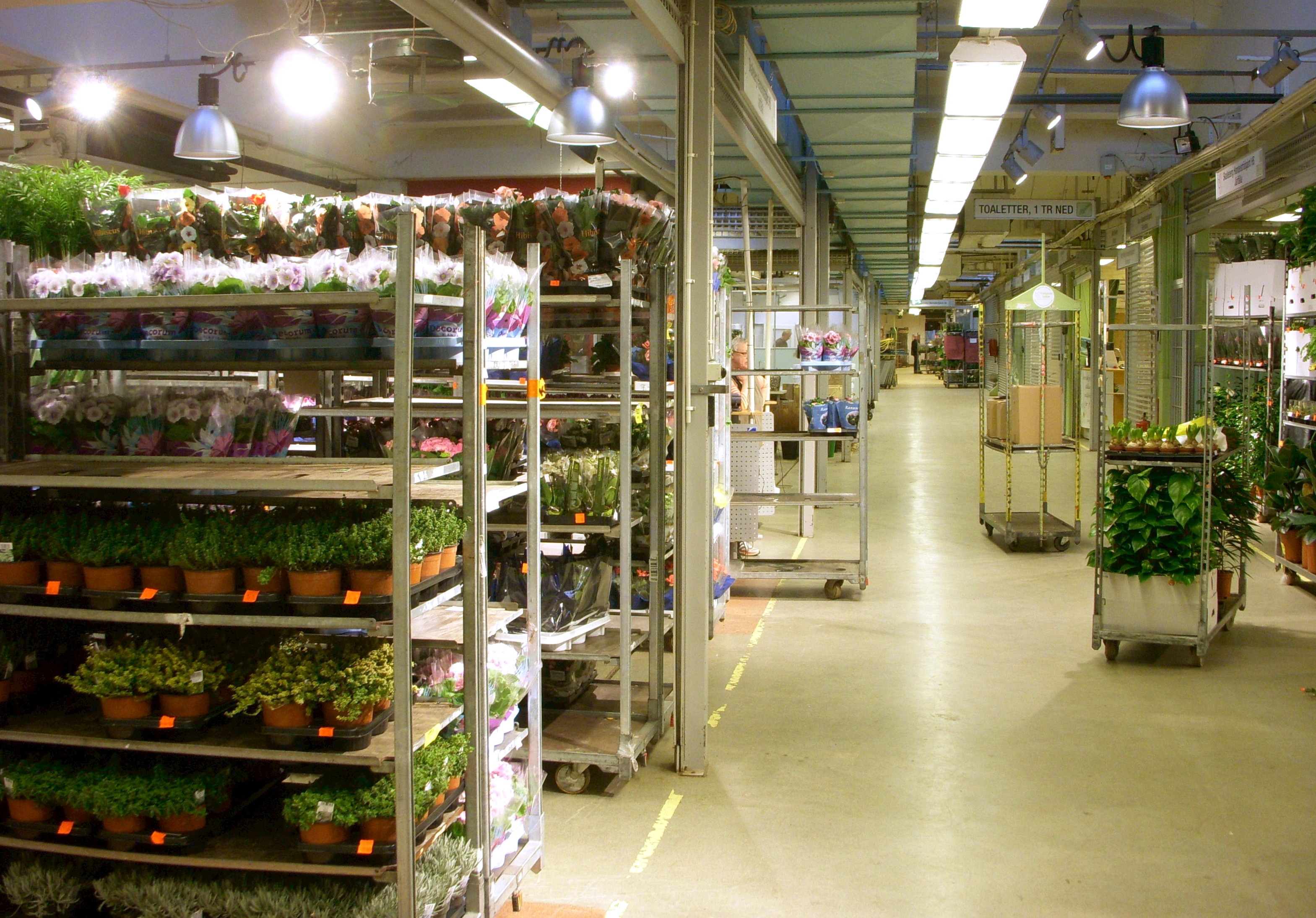
Trädgårdshallens interiör 2012
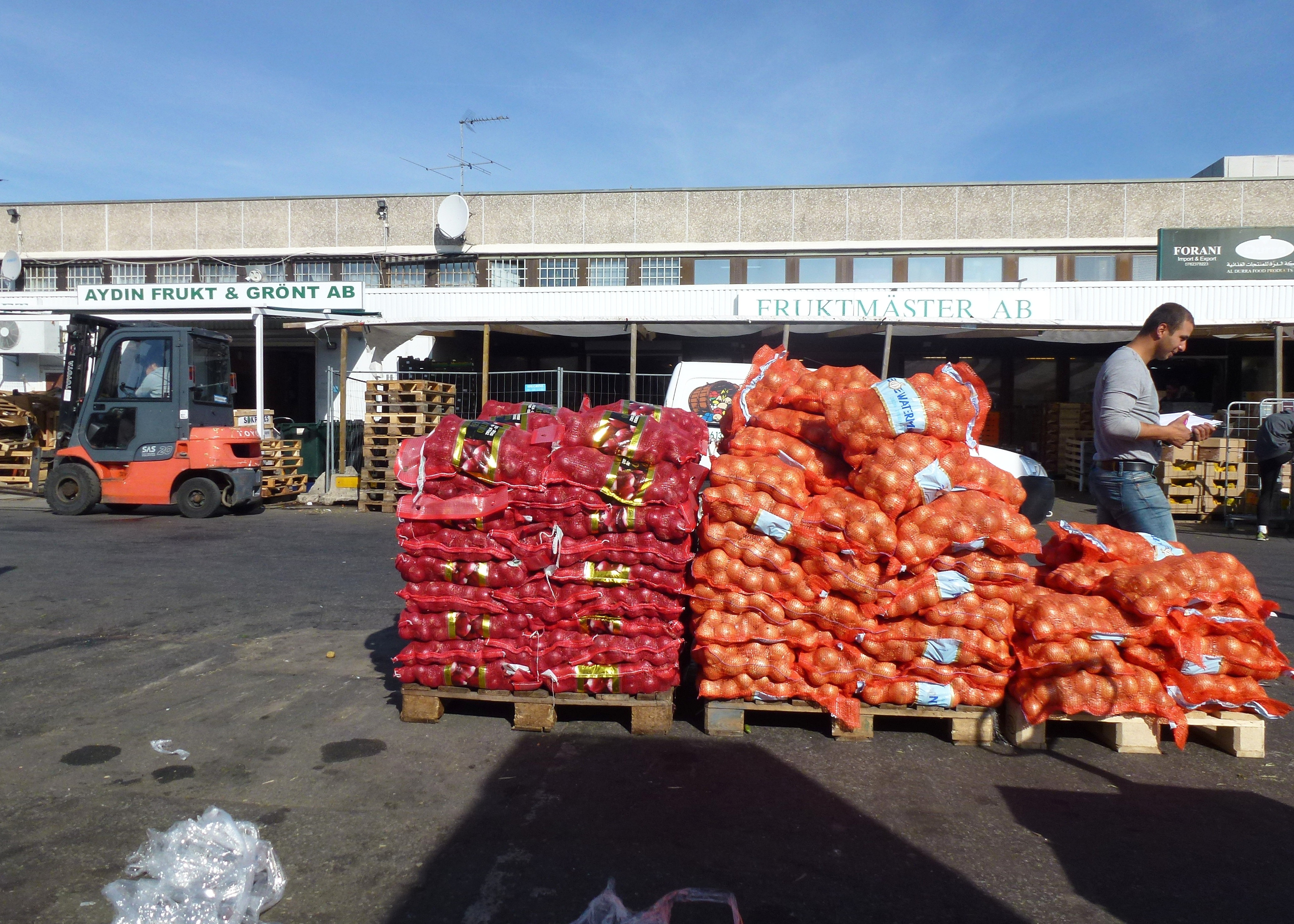
Torghandel
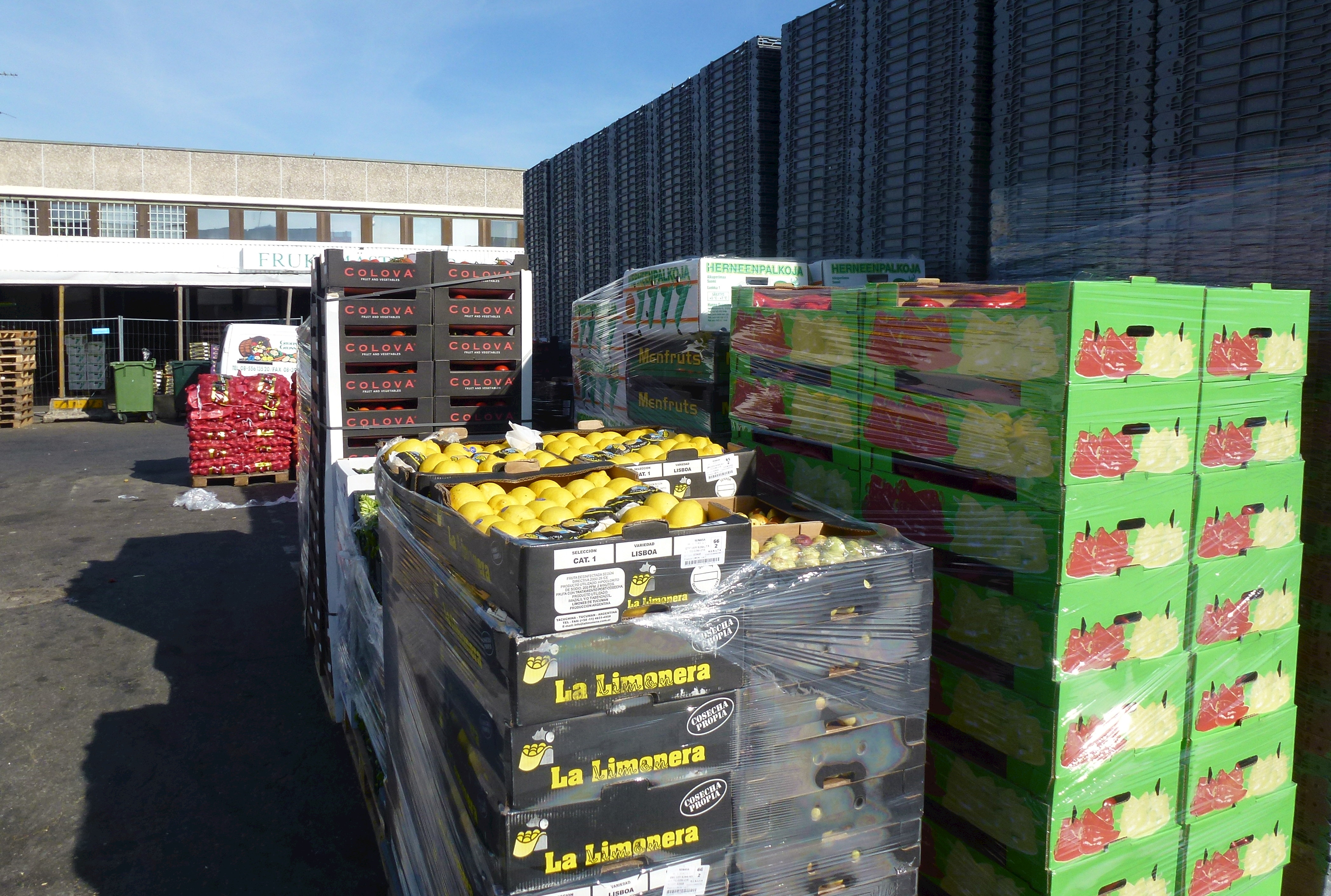
Torghandel

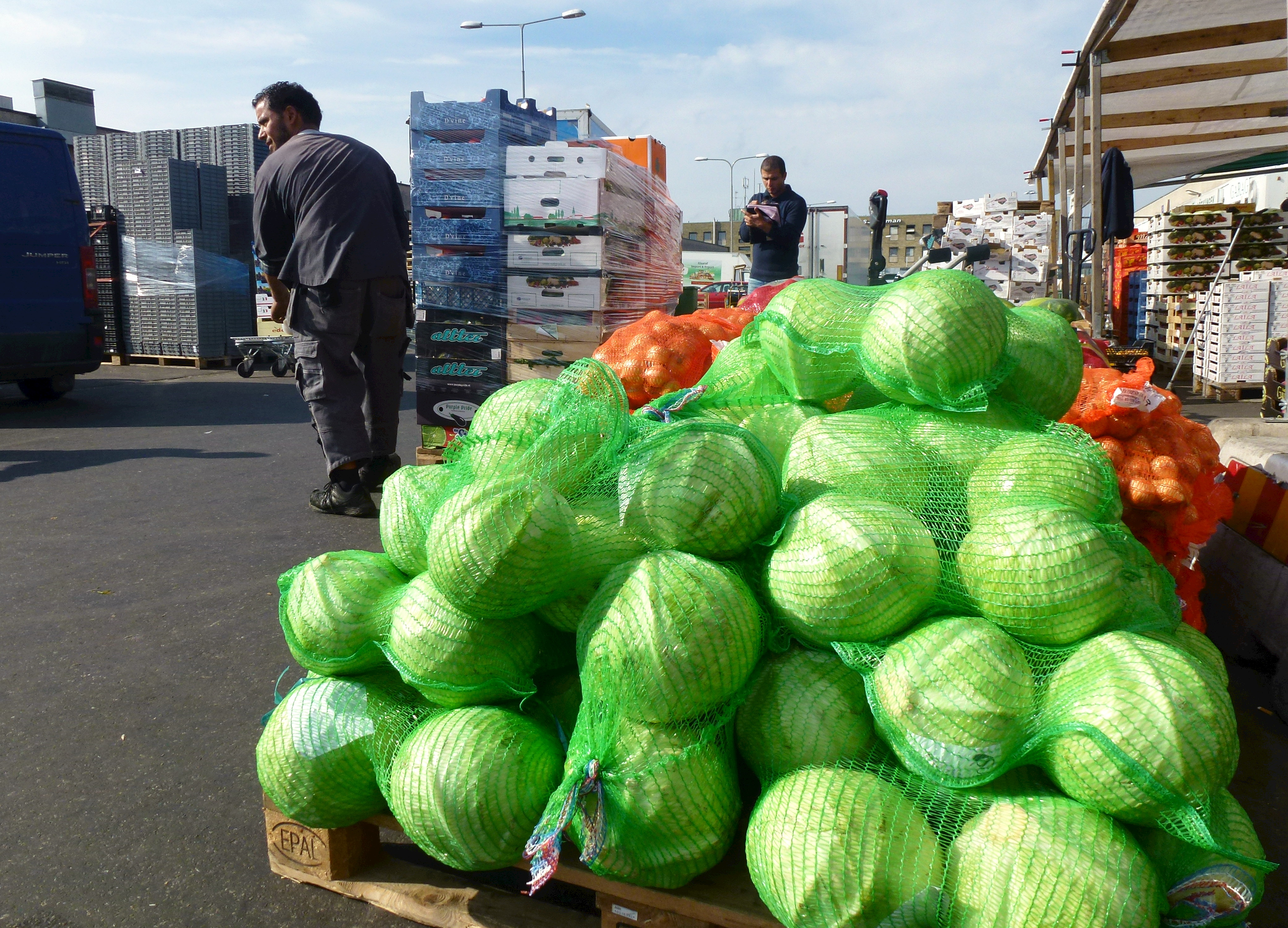
Torghandel
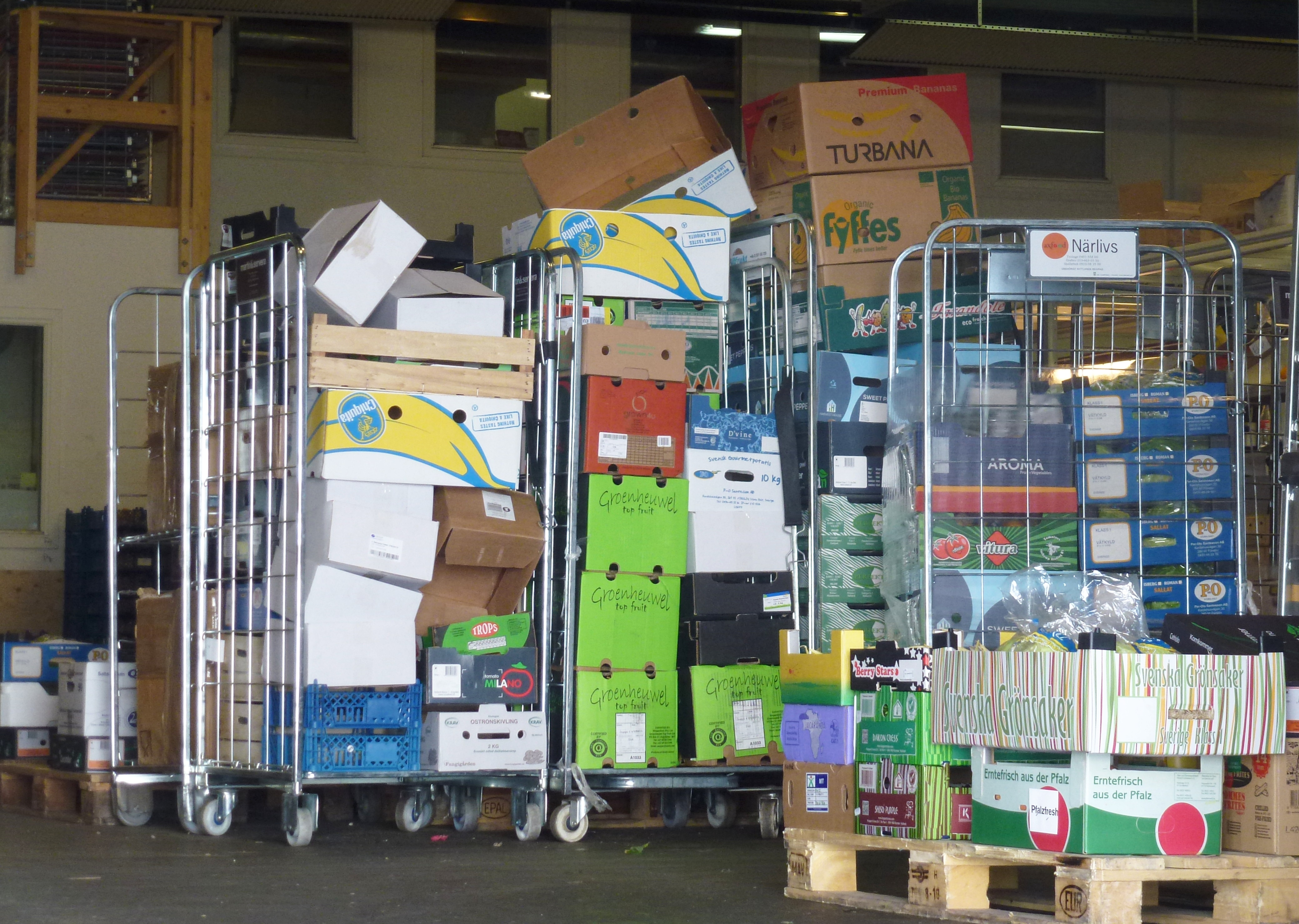
Lastning och lossning, buffertlager
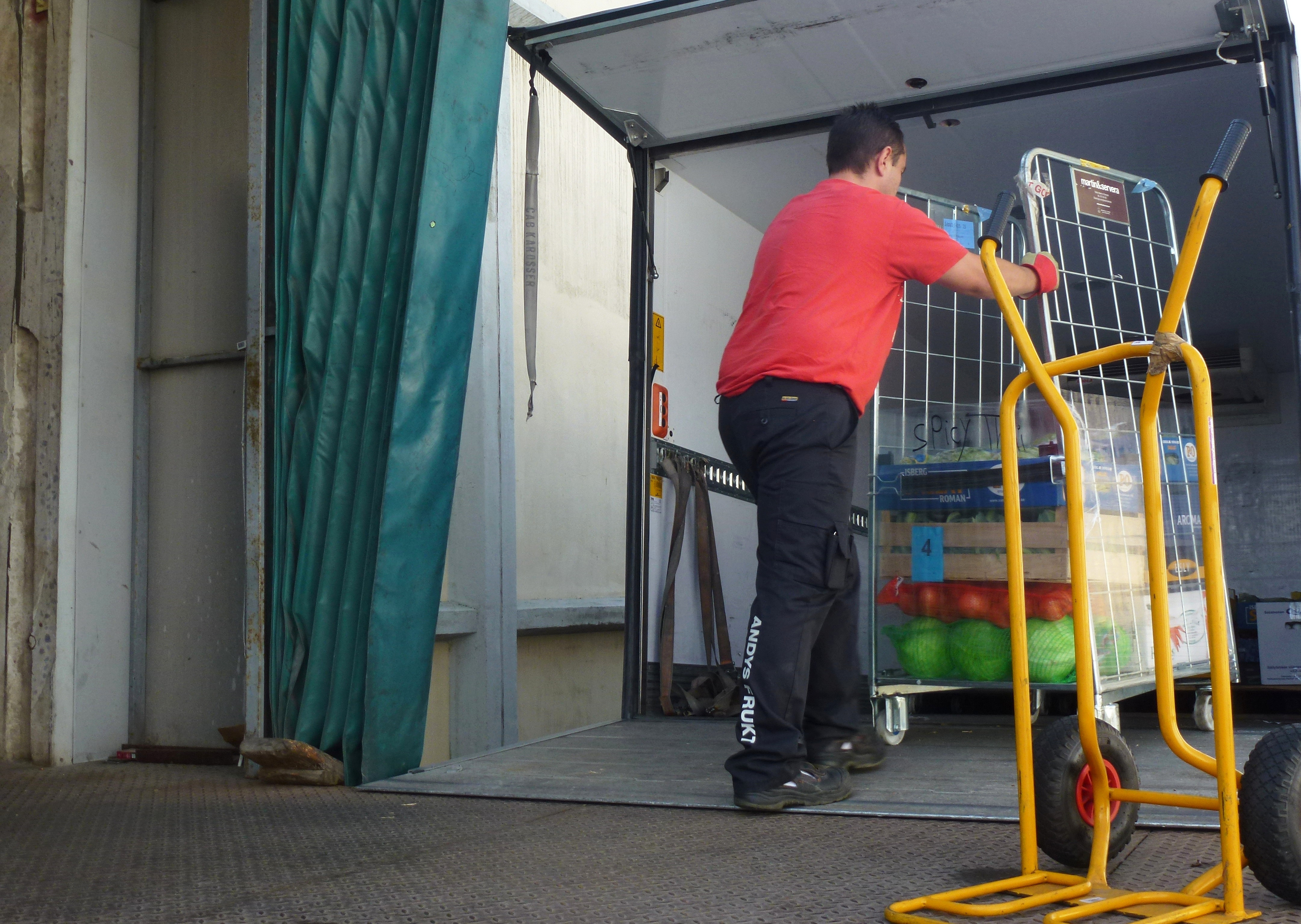
Lastning och lossning från brygga
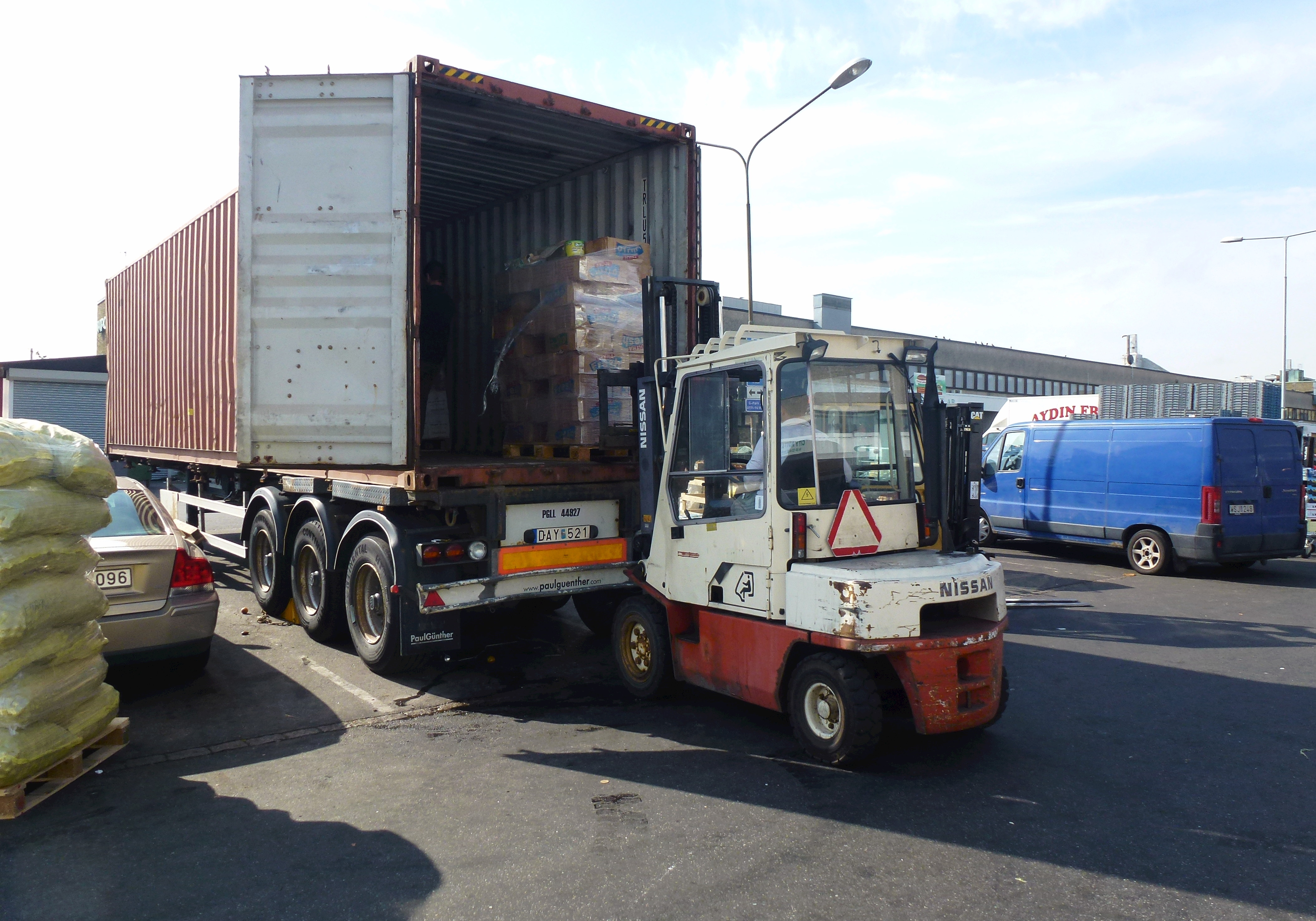
Lastning och lossning från mark

## Byggnadshistorisk klassificering
Byggnaderna på Årsta partihallars västra del inventerades år 2008 av Stockholms stadsmuseum. Byggnaderna och infrastrukturen värderades och bedömdes ha "mycket stora samhälls- och stadsplaneringshistoriska värden, även de infrastruktur- och industrihistoriska värdena är stora, liksom de byggnadsteknikhistoriska". Fastigheterna är grönklassade vilket innebär "särskilt värdefull från historisk, kulturhistorisk, miljömässig eller konstnärlig synpunkt". Trädgårdshallen bedömdes vara av särskild stort samhällshistoriskt intresse med stora arkitektoniska och arkitekturhistoriska värden.